# Gela
Gela (AFI: /ˈʤɛla/; Terranova di Sicilia fino al 1927) è un comune italiano di 70 183 abitanti del libero consorzio comunale di Caltanissetta in Sicilia.
L'odierna Gela è sita dove fu anticamente fondata la colonia omonima. Fondata dai Greci intorno al 689-688 a.C. con il nome di Γέλα, è stata tra le poleis siceliote più importanti e raggiunse il massimo sviluppo nel V secolo a.C. sotto il tiranno Ippocrate, che la ricoprì di edifici sacri e la rese la maggiore città-stato siceliota. Dopo essere distrutta dai cartaginesi, la città venne ricostruita da Timoleonte e protetta da una spessa cinta di fortificazioni.
In epoca medievale fu ricostruita da Federico II di Svevia con il nome di Eraclea. Successivamente prese il nome di Terranova, che mantenne sino al 1927, quando fu restituita del toponimo originale.
In antichità venne scelta come città per ospitare il congresso della pace del 424 a.C. e ospitò personaggi importanti come il tragediografo Eschilo, che decise di trascorrere qui gli ultimi anni della sua vita. Nello scorso secolo, il 10 luglio 1943, fu la prima città d'Europa ad essere liberata dal nazifascismo.

## Geografia fisica

### Territorio
Gela sorge lungo la costa meridionale della Sicilia. Il suo territorio è in parte pianeggiante e costituito dalla piana di Gela, la seconda della Sicilia per estensione, e in parte collinare. È compreso tra la fascia costiera meridionale e i territori di Butera, Mazzarino, Niscemi, Caltagirone ed Acate. La costa, bassa e sabbiosa, presenta a tratti delle pareti e rocce di formazione argillosa o calcarea sempre precedute dall'arenile. Il golfo di Gela, ampio e poco pronunciato, è il più vasto della Sicilia. Lungo la costa sono presenti tre formazioni collinari di un certo rilievo: quella su cui sorge la città storica, quasi completamente edificata, e quelle di Montelungo e di Manfria, edificate solo parzialmente.

#### Idrografia
La piana di Gela è attraversata da numerosi corsi d'acqua, quasi tutti a carattere torrentizio:
- il torrente Comunelli nasce a nord di Butera; sbarrato dall'omonima diga, sfocia ad ovest di Manfria;[11]
- il torrente Rabbito nasce nei pressi di Butera e sfocia nei pressi di Femmina Morta;
- il torrente Gattano, che nasce nei pressi di Butera, sfocia ad ovest del quartiere Macchitella;
- il "Cavo di bonifica" lambisce la piana sino alla periferia nord della città, dove è interrato e canalizzato verso il fiume Gela;
- il fiume Gela sgorga dalle montagne a nord-ovest di Piazza Armerina, riceve numerosi affluenti (tra i quali il fiume Maroglio che a sua volta riceve le acque del torrente Cimia deviato nell'omonima diga) e va a sfociare ad est di Gela nei pressi della zona industriale. Il Gela è deviato nel grande bacino artificiale denominato Lago Disueri. Un tempo il fiume era navigabile nel suo tratto finale;
- il fiume Dirillo, che costituice il confine con il Libero consorzio comunale di Ragusa, ha origine nell'altopiano ibleo ed è sbarrato dalla diga Ragoleto. Forma il lago detto "Biviere di Gela" sfociando in mare ad est di quest'ultimo.

L'unico lago naturale è il Biviere di Gela (riserva naturale), mentre il Lago Comunelli, il Lago Disueri e il Lago Cimia sono invasi artificiali creati a scopo irriguo, a servizio della piana. Gli ultimi due dal 2008 sono sfruttati anche per gli usi civili della città di Gela. Piccoli stagni e acquitrini si formano inoltre alla foce dei torrenti e in località Piana del Signore.

### Clima
La città e la corrispondente fascia costiera godono del clima mediterraneo, con inverno mite ed estate calda. Caratteristica del luogo è la costante ventilazione e una forte umidità soprattutto in serata. Le precipitazioni sono scarse tra i 450 e i 550 mm annui, in gran parte concentrate tra l'autunno e l'inverno. Sono frequenti lunghi periodi di siccità estiva.

## Origini del nome
nascita di Siracusa, Antifemo e Entimo, alla testa di due gruppi di

coloni provenienti il primo da Rodi, l’altro da Creta. Alla città il

nome derivò dal fiume Gela, ma il punto in cui sorge l’attuale rocca

e che fu anche il primo ad esser difeso da una cerchia, ha nome
Lindi.»
(Tucidide, Storie, libro VI)
Nella sua storia secolare l'antica Gela ha avuto diversi nomi. Lo storico Tucidide racconta che il primo fu Lindi, probabilmente in ricordo della città di Lindo ad opera di diversi protocoloni rodii. A seguito dell'arrivo di Antifemo ed Entimo la città prese il nome dal fiume Gela lì adiacente. L'etimologia di questo nome è ancora oggi misteriosa: potrebbe derivare dal greco γελάω ('(io) rido') o dalla lingua indigena dei Siculi (con il significato di 'ghiaccio' o 'gelido').
Secoli dopo venne chiamata colonnario o città delle colonne, a causa della moltitudine di colonne e rovine rimaste dopo la sua distruzione. Per lo stesso motivo, nel 1233 la città venne rifondata da Federico II di Svevia con il nome di Heraclea.
Verso il XVI secolo assunse il nome di Terranova, che nel 1861 venne espanso in Terranova di Sicilia per differenziarla da altre città italiane di eguale denominazione. Nel 1927, durante il periodo fascista, la città recuperò infine l’antico nome di Gela a ricordo del suo glorioso passato.

## Storia

### Epoca greca
Immanisque Gela fluvii cognomine dicta.»
(Virgilio, Eneide, libro III, vv. 701-702)
Il primo insediamento nell'area della città, un abitato con la relativa necropoli dell'eneolitico iniziale, risale alla fine del V millennio a.C. Il nome attuale della città è storicamente legato a quello della colonia dorica fondata da navigatori provenienti da Lindo nel 688 a.C. 
Tale avvenimento è stato riportato dallo storico ateniese Tucidide, il quale racconta che furono i coloni greci, provenienti da Rodi e da Creta e guidati rispettivamente da Antifemo e Entimo, ad occupare lo spazio ‘’dove ora si trova la città che si chiama Lindioi e che per primo fu cinto da mura’’.
Dal racconto di Tucidide, inoltre, emerge che la fondazione della colonia greca fu preceduta dall’arrivo di piccoli nuclei di rodii di Lindo come è testimoniato dalle scoperte archeologiche; presenza di ceramica protocorinzia di fabbrica rodia, nonché da altri reperti ceramici del protocorinzio antico.
Erodoto (VIII,155) ricorda che Teline, antenato di Gelone, aveva ricondotto in patria alcuni cittadini della plebe geloa rifugiatisi, a seguito di controversie civili, nel sito di Maktorion, oggi identificato con il sito archeologico di Monte Bubbonia.

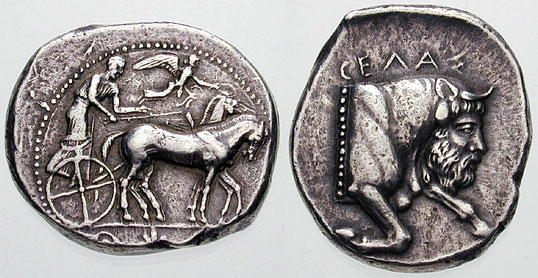
Una moneta raffigurante un toro androprosopo, simbolo della città greca

Nel 505 a.C. a Gela ebbe inizio la tirannide. Il primo tiranno di Gela fu Cleandro, figlio di Pantares. L’uccisione di Cleandro avvenuta nel 498 a.C. da parte del geloo Sabillo, segnò la salita al potere del fratello, Ippocrate. Sotto il suo governo Gela visse momenti di grande splendore economico e politico.
Nell’ultimo decennio del V sec. i cartaginesi, partiti da Agrigento, marciarono alla volta di Gela e la distrussero nel 405 a.C. con le milizie guidate da Imilcone.
La ricostruzione di Gela avvenne sotto la figura del condottiero corinzio Timoleonte, il quale vi insediò coloni dell’isola di Kos guidati da Gorgos. Gela visse un lungo periodo di pace.

### Età medievale
All'epoca dell'Emirato di Sicilia (948-1091), i musulmani la indicavano come "Città delle colonne", a causa dell'enorme numero di vestigia classiche che si trovavano nel suo territorio, designando il fiume che le scorreva a lato, il Gela, "fiume delle colonne".
Nel 1233 Federico II di Svevia la fece ricostruire chiamandola Terranova e fortificandola con un'ampia cerchia muraria. Non si sa di preciso se la città sia stata dotata di un castello dato che le fonti, a questo proposito risalgono al XVI secolo. Alla seconda metà del XII secolo si attribuisce a difesa dell'abitato, la costruzione del "Castelluccio" (a circa 7 km dal centro). Il Castelluccio, compare in alcuni documenti dell'epoca, come limite di un immenso feudo appartenente a un nobile dell'epoca che avrebbe donato alcune terre in comodato ai monaci benedettini della città di Catania, come penitenza per alcuni peccati. Secondo alcuni la città venne anche chiamata Heraclea perché leggendariamente fondata da Ercole.
Eraclea/Terranova fu città demaniale fino al 1369, quando il re Federico IV di Sicilia la donò a Manfredi III Chiaramonte, ma il nuovo centro già si era messo spontaneamente sotto la tutela della potente famiglia. La situazione fu poco gradita ad Artale Alagona, in guerra con i Chiaramonte, i quali cinsero d'assedio la città che nonostante la sua strenua difesa finì per capitolare. Ritornata poco tempo dopo ai Chiaramonte, questi ne tennero il governo fino al 1392, quando l'ultimo discendente della famiglia, Andrea, fu giustiziato per essersi messo a capo di una congiura contro re Martino che confiscò i suoi beni.

### Età moderna
Rientrando tra le sue proprietà anche la città di Terranova, questa fu affidata in feudo al barone Pietro de Planellis e dopo una serie di cessioni fu assegnata, nel XV secolo, alla famiglia Aragona-Tagliavia e in seguito ai Pignatelli che la tennero fino all'abolizione della feudalità in Sicilia (1812).

### Età contemporanea

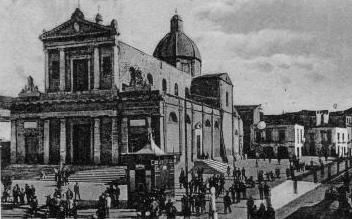
Il Duomo di Gela agli inizi del Novecento

Nel 1799, a Terranova scoppiò un tumulto passato alla storia sotto il nome di "Ribello", nel corso del quale vennero trucidati esponenti della nobiltà locale.
Subito dopo l'Unità d'Italia, la città assunse il nome di Terranova "di Sicilia", per distinguersi dalle tante altre con lo stesso nome esistenti sulla penisola, partecipando, verso la fine del secolo, ai moti organizzati dal Movimento dei Fasci Siciliani (1893). Nei primi anni del XX secolo vi abitò giovanissimo Salvatore Quasimodo, al seguito del padre, ferroviere.
Nel 1911 venne realizzato un "pontile sbarcatoio", che, oltre a rappresentare in assoluto la prima costruzione in cemento armato realizzata in città, fu un'opera essenziale per la marineria locale. Ultimato nel 1915 e fatto brillare in parte dai guastatori italiani nell'estate del 1943, per ostacolare lo sbarco degli alleati, il pontile attualmente è inagibile. Nel 1927 la città riprese il suo antico nome di Gela.

#### Sbarco in Sicilia
Le sue coste furono teatro, durante la seconda guerra mondiale, nel luglio del 1943, dello sbarco in Sicilia della 7ª Armata americana. Tremila paracadutisti furono lanciati nell'entroterra. Complessivamente, tenuto conto degli altri punti di sbarco, in 24 ore 160 000 uomini presero terra.
Tra il 10 e l'11 luglio la divisione tedesca "Hermann Goering" e quella italiana "Livorno" contrattaccarono gli americani nella piana di Gela: i contrattacchi dei "gruppi mobili" italiani, reparti motocorazzati costituiti ciascuno da circa 1.500-2.000 uomini, una dozzina di carri o semoventi ed una batteria d'artiglieria, misero in seria crisi le posizioni alleate; circa 20-30 carri Renault R35 di preda bellica del 131º reggimento carri riuscirono a fare breccia, penetrare fin quasi alle spiagge e a combattere in città. Il pericoloso contrattacco italo-tedesco fu sventato dall'ostinata resistenza della 3ª Divisione fanteria e dall'efficace tiro navale.
Gela fu la prima città d'Europa ad essere liberata. In contrada Ponte Olivo sorse il cimitero di guerra di Ponte Olivo, ove furono sepolti i caduti della cruenta battaglia di Gela, poi traslati.
Le numerose scoperte archeologiche, tra le quali quella delle fortificazioni greche di Capo Soprano avvenuta nel 1948 e quella dei giacimenti petroliferi, a partire dal 1956, con la successiva costruzione del polo petrolchimico ENI, misero la città in una fase di espansione economica e demografica non scevra da gravi problemi ambientali.

#### Sviluppo turistico
Presso il lungomare cittadino, tra il 1958 e il 1959 venne costruito uno stabilimento balneare, che fu opera di un importante sviluppo turistico della città. Elevato sul lido "Gela", attivo durante il periodo estivo, la struttura venne istituita dal geometra Filippo Trobia, per un costo totale di 160 milioni di lire.
Ubicata nel mare e sorretta da una base di poderose palafitte piantate nella sabbia, ad una profondità di circa 8/11 metri, la struttura era costituita da calcestruzzo armato e foderata da uno strato spesso di pozzolana bianca. Quest'ultima venne realizzata in modo da resiste a qualsiasi alterazione climatica. Il tetto prendeva la forma di una conchiglia (da qui l'epiteto "La Conchiglia"), composta da pilastri perimetrali e divenne famosa per il suo fascino e la sua particolarità.

#### Industrializzazione cittadina

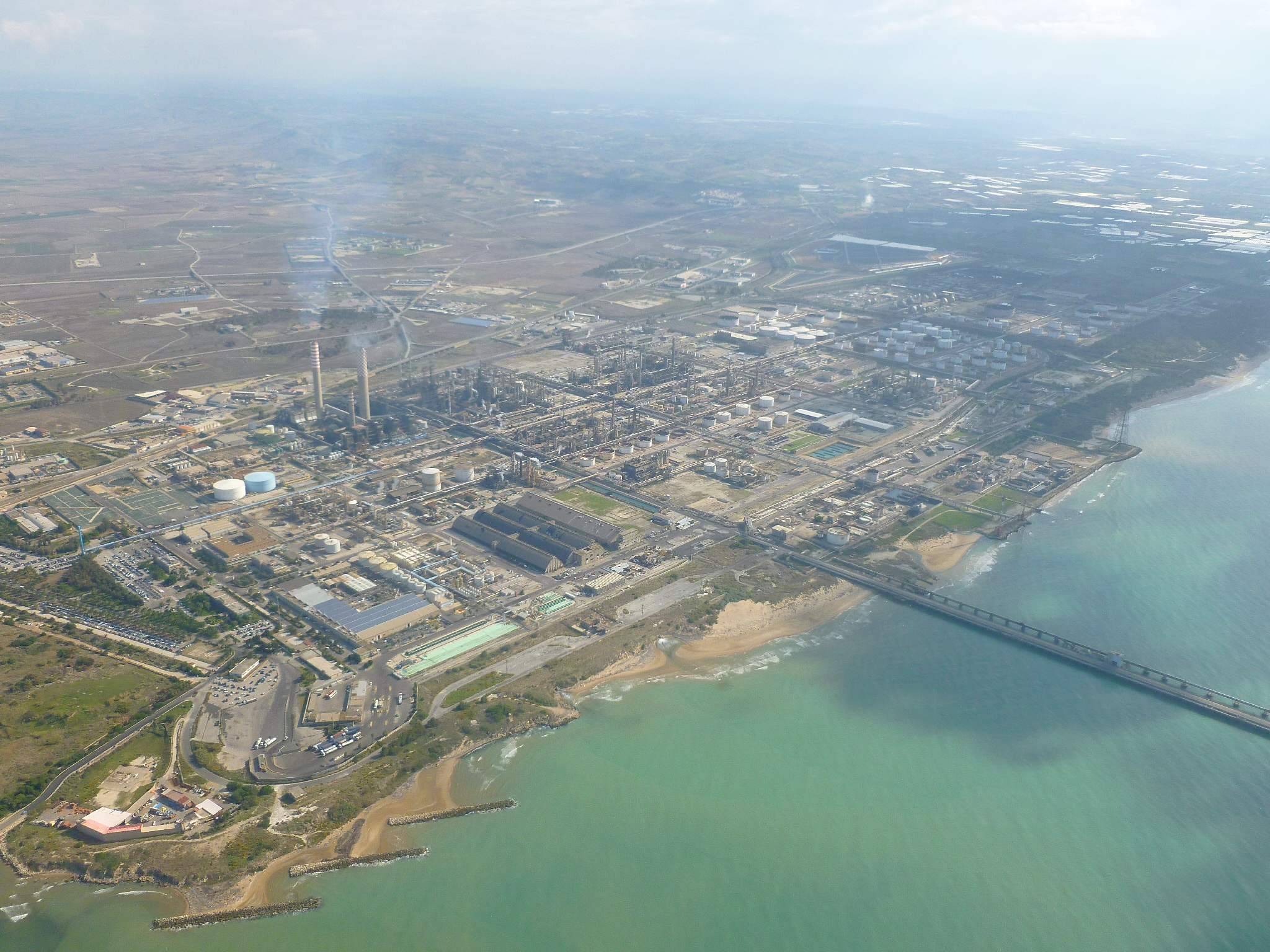
Zona industriale vista dall'alto

Nel secondo dopoguerra, in un momento di particolare fervore si avviarono i lavori per la realizzazione dell'impianto petrolchimico dell'Eni auspicato da Enrico Mattei. La raffineria, che ha sicuramente aiutato l'economia locale ed in parte l'urbanistica (la costruzione del villaggio di Macchitella) ha prodotto deturpazioni e seri danni all'ambiente ed ha precluso lo sviluppo di altri settori, come quello turistico.

#### Anni recenti
Il caotico sviluppo edilizio negli anni successivi, dovuto ad interessi speculativi ed in parte ad una mancanza di controllo delle autorità, ha stravolto l'impianto urbano. Alcune zone, sorte abusivamente senza strade e servizi, hanno prodotto un diffuso senso di sfiducia nei confronti dello stato. In questo contesto la città visse i suoi momenti più bui negli anni ottanta ed in parte novanta del XX secolo, quando si sviluppò nel suo territorio un'associazione di tipo mafioso, chiamata la Stidda.
La città, che ebbe così assegnato il triste titolo di capitale della Stidda, fu segnata da una lunga serie di violenze, attentati ed omicidi, tanto da essere soprannominata "Mafiaville" in un articolo pubblicato nel 1989 dal quotidiano francese Le Monde. La faida mafiosa toccò il suo apice di violenza la sera del 27 novembre 1990, quando Gela salì alla ribalta nazionale (e internazionale) a causa di quattro sanguinosi agguati scattati simultaneamente in diversi punti della città, che divennero tristemente noti come "strage della sala giochi" e provocarono in totale otto morti e undici feriti.
Appartenente in epoca medievale all'Abbazia di Santa Maria di Terrana, e inclusa sin da epoca borbonica nella Provincia di Caltanissetta, con una delibera del consiglio comunale del settembre 2015 la città ha tentato di aderire alla Città metropolitana di Catania.
Solo recentemente Gela, messa al centro di alcuni programmi statali di aiuto al ripristino della legalità ed incentivi allo sviluppo, ha mostrato segni di risveglio. Bloccata (ma non cancellata) la piaga dell'abusivismo con una maggiore attenzione delle autorità competenti, ed alcune zone rivalorizzate, come il centro storico, gli scavi archeologici, il Castelluccio ed il lungomare. Il comune in prima linea è impegnato, insieme a diverse associazioni civiche, in diversi progetti per la educazione alla legalità e soprattutto, nella lotta anti-racket.
Nel febbraio 2025, durante dei lavori infrastrutturali in via Garibaldi, è stato riportato alla luce un complesso funerario risalente alla prima metà del sesto secolo avanti Cristo.

### Simboli

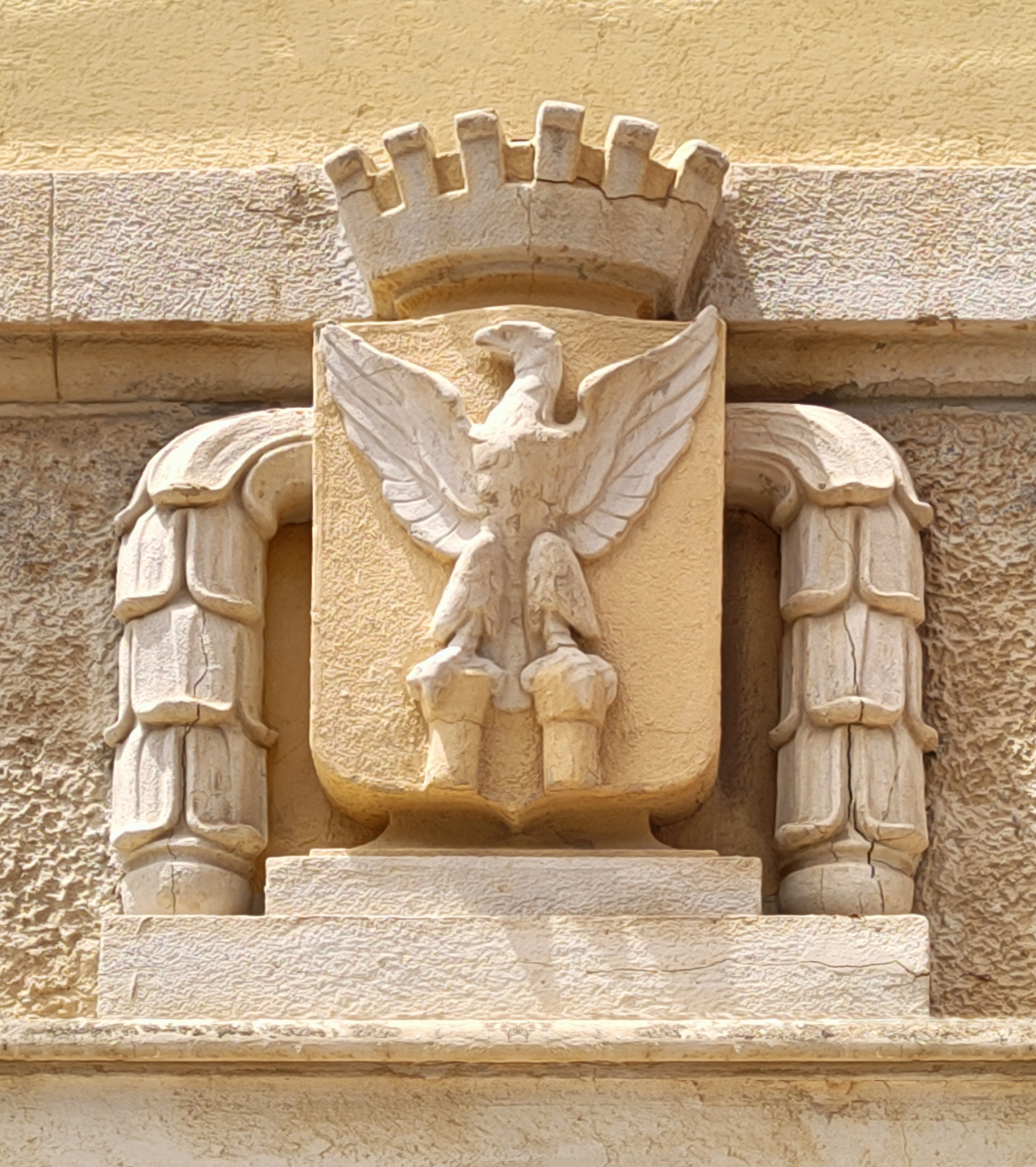
Stemma scolpito sulla facciata della scuola primaria "Antonietta Aldisio"

Lo stemma araldico del Comune di Gela è costituito da un'aquila con le ali spiegate che poggia le zampe su un basamento, formato dai capitelli contigui di due colonne doriche; sulla testa del pennuto appare una corona, mentre il tutto si staglia su uno sfondo di color rosso cremisi. L'aquila e le colonne doriche nel corso degli ultimi duecento anni hanno subito variazioni significative rispetto ai disegni originali: il rapace e le colonne erano più slanciati e più esili rispetto a quelli attuali che compaiono sul labaro del Comune; intorno al 1910 addirittura i capitelli delle due colonne subirono un cambiamento di stile, dal dorico al composito ionico-corinzio; durante il Ventennio, sullo stemma fu apposto, così come avvenne in tutta Italia, il simbolo del fascio littorio.
Negli anni cinquanta del secolo trascorso allo stemma furono apportate altre modifiche: l'aquila diventò più robusta e più tozza, al punto tale da farla assomigliare grottescamente più ad una gallinaceo che ad un rapace; inoltre i capitelli furono ricondotti allo stile dorico originario e sulle colonne furono ricavate delle scanalature; tutta questa nuova composizione, l'attuale, fu inserita all'interno di uno scudo di tipo sannitico; la figura dell'aquila si riferisce a quella sveva della Heraclea-Terranova medievale, mentre le due colonne si rifanno alla storia della preesistente Gela greca: in definitiva, è l'aquila di Federico II che impera sulla città delle colonne. Infine, per quanto riguarda la corona, in origine molto semplice rispetto all'attuale, è probabile che essa si riferisca a quella ducale e che sia apparsa a corredo dello stemma durante la dinastia dei Pignatelli Aragona Cortes, duchi di Terranova e Monteleone. Fino al Settecento sullo stemma del Comune di Gela si leggeva la scritta: Heraclea Civitas Antiquissima.
Il gonfalone è un drappo rettangolare color cremisi, riccamente ornato di ricami dorati, caricato dell'aquila coronata poggiata su due colonne doriche, senza il profilo dello scudo, sormontata dall'iscrizione centrata (cioè convessa verso l'alto) d'oro: Comune di Gela.

## Monumenti e luoghi d'interesse

### Architetture religiose
Chiese

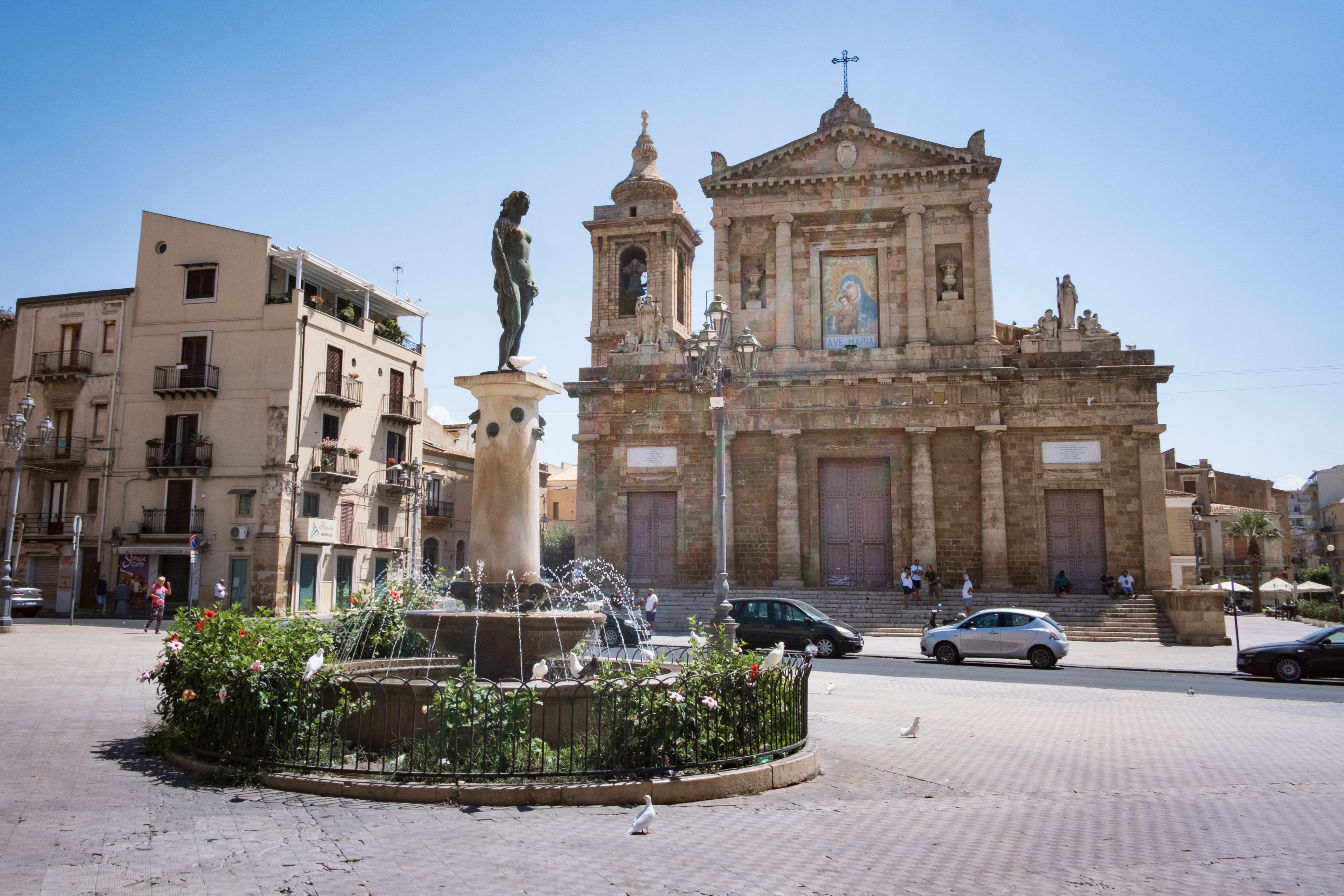
Gela, Piazza Umberto I e chiesa madre

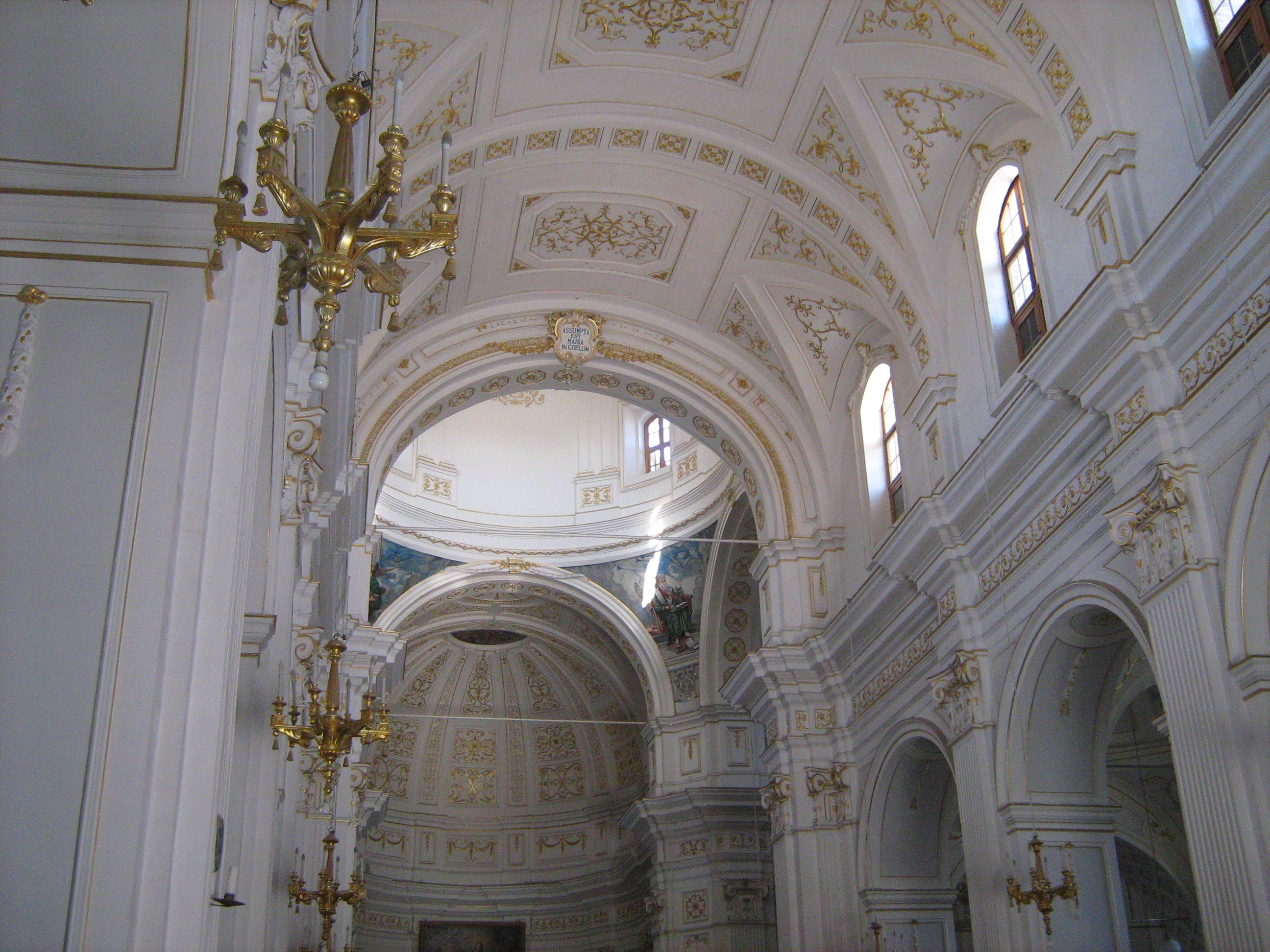
Chiesa madre, interno (navata centrale)

- Chiesa di Maria SS. Assunta in Cielo (XVIII-XIX secolo) (parrocchia)
- Chiesa San Francesco d'Assisi (XV-XVII secolo) (parrocchia)
- Chiesa Sant'Agostino (XV-XVIII secolo)
- Chiesa San Francesco di Paola (XVIII secolo)
- Chiesa San Giovanni Battista (XVII secolo) (sconsacrata)
- Chiesa di San Benedetto (XIII-XV secolo)
- Chiesa dei frati Minori Cappuccini (XIV-XX secolo) (parrocchia)
- Chiesa del SS. Salvatore e del Rosario (XVIII secolo)
- Chiesa della Beata Vergine del Monte Carmelo (parrocchia) (XVII-XVIII secolo)
- Chiesa San Giacomo Maggiore (parrocchia) (XX secolo)
- Chiesetta San Biagio (XI secolo) (sconsacrata)
- Chiesa San Nicola da Tolentino (XIX secolo) (sconsacrata)
- Parrocchia Sant'Antonio da Padova (1989)
- Parrocchia Regina Pacis (1997)
- Parrocchia San Giovanni Evangelista (1969)
- Parrocchia San Rocco (2007)
- Parrocchia San Sebastiano Martire (2000)
- Parrocchia San Domenico Savio (1954)
- Parrocchia Santa Maria di Betlemme (1986)
- Parrocchia Santa Lucia (2011)
- Parrocchia Sacro Cuore di Gesù (2012)
- Cappella dell'Ospedale Vittorio Emanuele (1960)
- Cappella della Casa di ospitalità "Aldisio" (1952)
- Cappella-santuario di Santa Maria di Betlemme
- Cappella dell'oratorio presso l'orto Fontanelle (1951) (sconsacrata)
- Chiesetta di Maria santissima d'Alemanna (XII secolo)[27]
- Casa francescana "Sant'Antonio da Padova"

### Architetture civili

#### Il liberty gelese
Un aspetto caratteristico dell'assetto urbanistico ed architettonico della vecchia Gela fu l'ampia diffusione dello stile liberty o "floreale" protagonista nella progettazione dei più importanti palazzi signorili della città. Sino ai primi anni sessanta dello scorso secolo le principali piazze e vie cittadine erano adornate da queste architetture semplici e al contempo eleganti.
Se a Palermo e in altre realtà dell'Isola primeggiava l'opera dell'architetto Ernesto Basile, a Gela viene ricordato Giuseppe Di Bartolo Morselli, docente di architettura presso l'Università di Torino.
La città di Terranova (Gela) tra il XVIII e i primi anni del XX secolo andò incontro ad un rinnovamento urbanistico ed architettonico che vide la sistemazione del corso principale, la ricostruzione di numerose chiese e la realizzazione di nuovi sontuosi palazzi signorili. In questo preciso disegno di miglioramento estetico della città (collegato anche ad una discreta crescita civile e sociale rappresentata dalla nascita nello stesso periodo di un teatro e del liceo ginnasio) rientra la progettazione dei prospetti dei nuovi edifici che dovevano apparire coordinati tra di loro in modo da assicurare un'architettura unitaria a tutto il centro. Elementi caratterizzanti della nuova architettura furono: timpani, archetti ribassati e cornicioni, tutti contenenti un piccolo fregio, posti nella parte superiore delle finestre a volte delineate da colonnine in stile corinzio; balconi con mensoloni in pietra tagliata nei palazzi più ricchi o in ferro battuto; lesene e cornicioni con andamento rettilineo regolare a volte ornati da festoni e altri ornamenti; portali in pietra arenaria con raffigurazioni in corrispondenza della chiave di volta e portoni in legno massiccio con anelloni decorati in ferro battuto. Tali elementi sono presenti negli esempi più significativi, qui di seguito elencati:
- Palazzo Rosso, via Bresmes angolo piazza Umberto I, costruito nel Settecento, e forse anche prima, è uno dei palazzi più antichi di Gela
- Palazzo Nocera, già Giusto, piazza Umberto I, 1856.
- Palazzo Russello, già Tedeschi e ancor prima palazzo Gran Croce Nocera, corso Vittorio Emanuele, seconda metà XIX sec.
- Palazzo Ciaramella, già Aldisio e ancor prima De Maria, corso Vittorio Emanuele
- Palazzo Presti, corso Vittorio Emanuele
- Palazzo Guttilla, corso Vittorio Emanuele
- Palazzo Damaggio, corso Vittorio Emanuele
- Palazzo Ventura, corso Vittorio Emanuele angolo via Marconi
- Palazzo del Consorzio di Bonifica della Piana del Gela, già Sottoprefettura, via Marconi angolo via Cairoli
- Palazzo Vella, piazza San Francesco angolo via Cairoli
- Palazzo Moscato, via Bresmes angolo via S. Damaggio
- Palazzo Di Bartolo, già Vella, via Bresmes angolo via Cairoli
- Palazzo Aliotta-Papotto, via Cairoli
- Palazzo Jacono-Giardina, già Di Bona, via Trieste angolo corso V. Emanuele, XVII sec, facciata del XIX secolo.
- Palazzo Castiglia, già Maida, corso Vittorio Emanuele angolo vc. Ingurdo
- Palazzo Granvillano, già Mattina, corso Vittorio Emanuele
- Palazzo Guccione, già Giammona del 1864, corso Vittorio Emanuele angolo via Fischetti
- Palazzo S. Maria di Gesù, via Ventura angolo via Matteotti, XX sec.
- Ex Convitto Pignatelli Roviano, corso S. Aldisio, XIX sec.
- Palazzina della Dogana, viale lungomare Federico II, inizio XX secolo
- Villa Greca, già Panebianco, via Ettore Romagnoli
- La Casina, contrada Settefarine

Altre facciate di particolare interesse si possono notare lungo la via Aretusa, in via Navarra, in via Rossini, in via Ventura, in via Pisa angolo via Morello, in via Colombo, ecc.
Un gran numero di edifici in stile sono stati demoliti a partire dagli anni cinquanta dello scorso secolo per far posto a edifici di nuova realizzazione ma spesso privi di gusto. In questo modo si è sconvolto l'assetto originario di molti spazi urbani significativi, a cominciare dalla piazza e dal corso principale della città.

### Architettura moderna

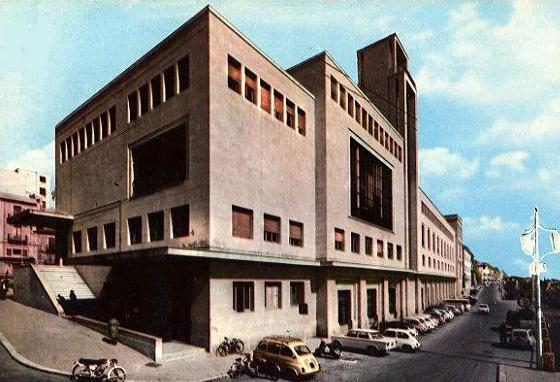
Il Palazzo di Città

I principali edifici sono i seguenti:
- il Palazzo di Città (1951) in stile razionalista opera di Salvatore Cardella;
- la chiesa e la piazza San Giacomo (1956) in stile razionalista e opera di Salvatore Cardella;
- il Museo Archeologico (1958) in stile razionalista progettato da Luigi Pasquarelli;
- il Lido La Conchiglia (1958) progettato da Filippo Trobia e grande esempio d'architettura balneare;
- il villaggio residenziale A.N.I.C. (1961-63) progettato da Marcello Nizzoli;
- il complesso parrocchiale San Giovanni Evangelista in Macchitella (1969) progettato da Ignazio Gardella;
- la nuova Stazione ferroviaria di Gela (1977);
- il Centro direzionale Agip-EniMed (1996-2002) progettato dallo studio Albini di Milano;
- il nuovo Palazzo di Giustizia (2011) in stile razionalista, alle porte orientali della città; il PalaLivatino (2009), presso la cittadella sportiva.

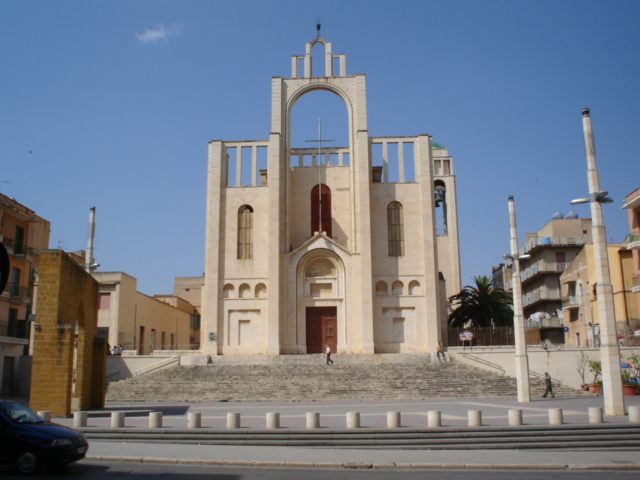
Chiesa di San Giacomo Maggiore

Sono presenti anche la parrocchia San Domenico Savio (1951), ideata da Giuseppe Caronia al villaggio Aldisio e la costruzione razionalista di Sant'Antonio di Padova (1989) a Caposoprano, il palasport provinciale “PalaLivatino” (2009). Negli anni settanta l'architetto Manfredi Nicoletti ha lavorato su diversi progetti riguardanti l'espansione e la modernizzazione del centro urbano della città.
Sono attualmente in progetto due opere di riqualificazione: il Parco della Gorgone firmato da Enzo Mari per il quartiere di Settefarine e il progetto di recupero "Una via, tre piazze a Gela" disegnato da Roberto Collovà e associati. Quest'ultimo progetto nasce da un concorso nazionale bandito dal Comune di Gela nel 1990 per il recupero di alcuni dei punti focali del centro storico cittadino.

### Siti archeologici
Gela ha numerosi siti storici, archeologici e culturali, essendo stata tra VI e V secolo a.C. una città-stato siceliota oltre che la fondatrice di Akragas.
In epoca medievale per l'edificazione della città vennero sfruttati i ruderi della polis causando la perdita di numerosi templi e lunghi tratti delle fortificazioni greche.
Già durante il XVIII secolo Terranova divenne meta di tombaroli che, attirati dall'importanza del sito, molto spesso compravano a basso prezzo un terreno ed eseguivano le loro ricerche clandestine per poi rivenderlo e fuggire via con reperti inestimabili che sistematicamente finivano nelle vetrine dei più prestigiosi musei del mondo. Le prime indagini legali risalgono al Novecento, condotte dal celebre archeologo Paolo Orsi sotto incarico della Sovrintendenza di Siracusa. Egli individuò l'Athenaion presso l'Acropoli ed eseguì indagini sulla vastissima necropoli greca compresa nell'Orto Pasquarello, il quartiere Borgo e Rabatello, il Quartiere Cappuccini-Pignatelli e la villa comunale "Giuseppe Garibaldi", dalla quale provengono alcune fra le più raffinate ceramiche del mondo classico.
La grande stagione dell'archeologia gelese è comunque quella compresa tra il 1948 e tutti gli anni sessanta del XX secolo durante la quale tornarono alla luce numerose e importantissime testimonianze sia greche che di altri periodi. La città e il territorio sono costellati di siti archeologici che, nella maggioranza dei casi, sono stati esplorati e nuovamente interrati.
Le zone oggi visitabili sono tre: Capo Soprano, l'Acropoli e il sito di Bosco Littorio.
Presso Capo Soprano si ammira l'esempio meglio conservato al mondo di architettura militare greca: le fortificazioni greche (Mura timoleontee) di Gela. Il tratto messo in luce (quasi 400 m) risale al IV secolo a.C. Dell'originario complesso sono ancora visibili: il basamento di un torrione d'avvistamento, le gradinate d'accesso ai camminamenti di ronda, l'impianto di scolo delle acque meteoriche, i possenti contrafforti della fiancata sud-est. Ma la particolarità che rende unico il monumento è il materiale utilizzato per la sua costruzione: grossi blocchi squadrati in Calcarenite nella parte inferiore e uno spesso strato di mattoni d'argilla crudi o "cotti al sole" che si sono perfettamente conservati e necessitano di un'adeguata protezione dall'azione delle intemperie e del tempo. Dal 2009 le Mura sono state attrezzate con una moderna e funzionale struttura di protezione hi-tech.
Nel parco si possono visitare: due forni di epoca medievale, i ruderi di un accampamento militare e quelli di un vasto quartiere residenziale del IV secolo a.C.

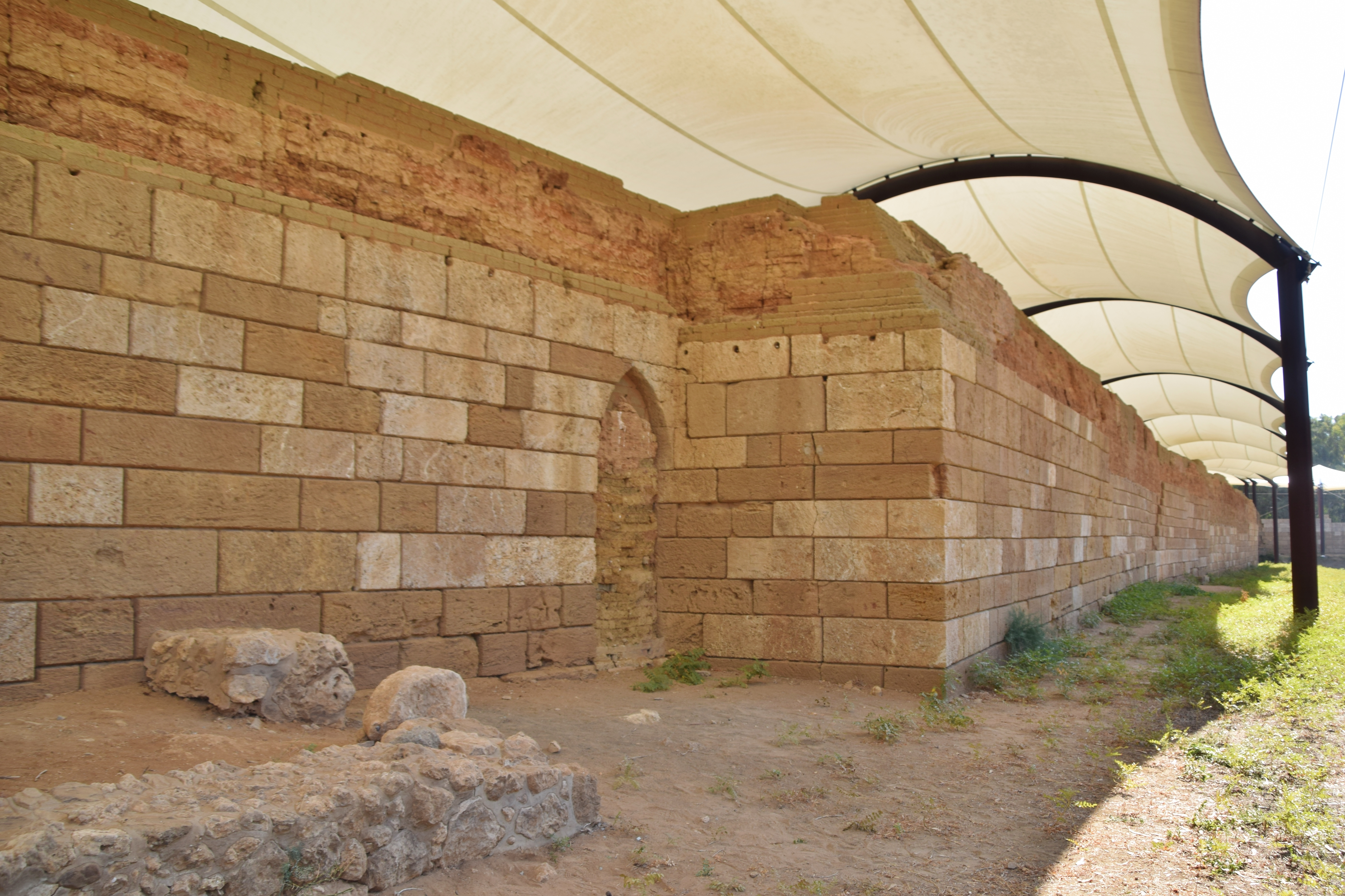
Mura timoleontee di Gela

Poco distante dal parco, alle spalle dell'ospedale Vittorio Emanuele, si trovano i resti del complesso delle Terme Ellenistiche (IV secolo a.C.), l'impianto termale più antico finora scoperto in Italia. Questo era composto da una quarantina di vasche ed era dotato di un sofisticato impianto di riscaldamento sotterraneo e di scarico delle acque. Le terme andarono probabilmente distrutte in un incendio durante la distruzione della città nel 282 a.C.
Nella parte opposta della città, in località Molino a Vento e adiacente alla sede del Museo Archeologico, si estendono gli scavi dell'Acropoli di Gela. La parte scavata rappresenta solo una minima porzione della città arcaica, estesa tra la foce del Gela e il vallone Pasqualello. Dalla passeggiata archeologica si ammirano verso nord ruderi di case, sacelli, botteghe e mura, con chiare tracce del sistema viario ippodameo (con la plateia e gli stenopoi).
Verso nord si estendeva la zona sacra: oggi sono visibili solamente i basamenti di tre templi. Del più grande, il tempio C o Athenaion, è rimasta in piedi una colonna in stile dorico (alta quasi 8 m) che è uno dei simboli cittadini. A sud dell'Acropoli, all'interno del Bosco Littorio, è stato rimesso in luce e restaurato recentemente il complesso dell'Emporio Greco Arcaico (VII-VI secolo a.C.).
Molto esteso e collocato nei pressi del sito portuale (foce del Gela), l'Emporio cittadino comprendeva officine, magazzini e botteghe. Anche in quest'ultimo monumento è riscontrabile la particolare tecnica costruttiva a mattoni crudi.
Numerosi altri siti sono chiusi al pubblico ma molto interessanti per lo storico e l'archeologo; tra questi si ricordano: il Tesmophorion di contrada Betlemme; il quartiere residenziale ellenistico della Stazione vecchia; i quartieri ellenistici di Capo Soprano (via Meli); la necropoli di Piano Notaro; il santuario di via Istria; la necropoli di Mànfria; la grandiosa villa ellenistica di via Romagnoli (predio Iacona). Gli scavi continuano anche all'interno dei tre siti archeologici aperti.
Tra le ultime scoperte nel territorio gelese si segnalano: il completamento del recupero del relitto greco più antico (500 a.C.) che dopo il restauro a Portsmouth verrà esposto nel Museo della Navigazione Greca di Gela, unico nel suo genere; la scoperta delle fondazioni di altri due templi greci: il primo, molto grande, accanto alle cripte della chiesa madre; il secondo nei pressi del nuovo parcheggio multipiano di via Istria. Nei primi sei mesi del 2009 altre importanti scoperte nel territorio gelese hanno riempito le prime pagine dei quotidiani nazionali: una quarta imbarcazione antica in prossimità della foce del Dirillo, un sito archeologico sottomarino davanti alla costa di contrada Bulala e altri reperti che sono venuti alla luce davanti alle coste di Montelungo durante dei lavori di pulizia dei fondali; una villa monumentale di epoca ellenistica sul promontorio di Capo Soprano con panorama sul golfo; una Necropoli greco-arcaica del VII-VI secolo a.C. in piazza Cappuccini dalla quale sono stati recuperati diversi scheletri e reperti.
Necropoli della cultura di Castelluccio sono presenti nel gelese a Manfria, Milingiana, Priorato, a Gela nei quartieri Molino a Vento e Borgo, nei pressi della diga del Disueri, a Lavanca Nera, Priolo e a Sabbuci tra i fiumi Gela e Dirillo. Necropoli e insediamenti dell'età del rame a Piano Notaro, e Settefarine con ceramiche dello stile di Sant'Ippolito.

### Giardini
La città non si presenta ricca di verde, ad esclusione delle zone residenziali sorte ad ovest della collina. Tra i polmoni verdi della città si segnalano:
- Villa Comunale "Giuseppe Garibaldi" (corso Salvatore Aldisio angolo via Cappuccini)
- Giardino "dell'Auriga" (viale Cortemaggiore)
- Bosco Littorio (via Mare)
- Giardini di via Morselli (quartiere Caposoprano)
- Parco comunale di Montelungo (contrada Gattano)
- Giardino "dell'Acropoli" (via dell'Acropoli e via Mare)
- Giardino "Antelao" (via degli Appennini)
- Giardino "Manuela Setti Carraro" (via Madonna del Rosario angolo piazza Stazione)
- Giardino "Poseidon" (lungomare Federico II di Svevia)

### Aree naturali
Il territorio di Gela dal punto di vista ambientale è molto variegato e va considerato come parte della più vasta regione coincidente con la Piana di Gela.

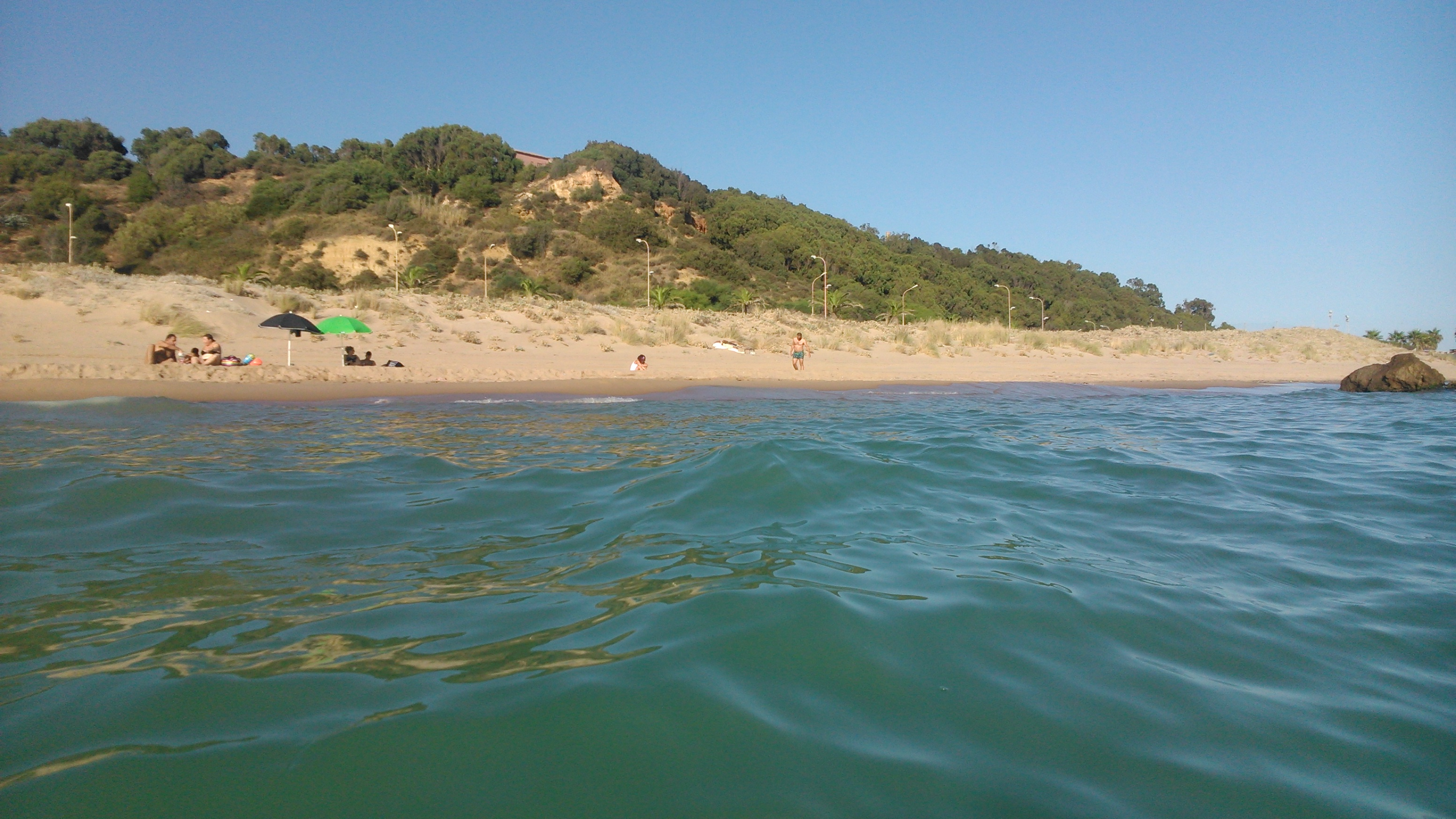
Dune e macchia mediterranea a Gela

Nonostante questo il territorio gelese comprende estese zone sottoposte a vincoli naturalistici e paesaggistici. Le maggiori emergenze naturalistiche del territorio individuabili nelle zone umide costiere tra le formazioni dunali, e nei paesaggi dei dintorni tutelati da vincoli Sic e Zps che in questo territorio hanno la loro maggiore estensione nel quadro della Regione Siciliana. La zona di maggiore interesse naturalistico è la Riserva Naturale Orientata Biviere di Gela, gestita dalla LIPU. Numerosi sono gli amanti della natura che si recano in questa importante riserva per l'attività di birdwatching. Altre zone d'interesse sono: gli acquitrini di Piana del Signore, Poggio Arena e le colline che orlano la Piana di Gela.
Il lago Biviere di Gela situato tra dune ricoperte di macchia mediterranea, con il suo micro-clima eccezionale della fascia costiera, consente a milioni di volatili che si spostano nelle migrazioni tra il continente africano e quello europeo di trovare, durante il loro lungo viaggio, dei luoghi in cui possano riposarsi trovando al contempo cibo e acqua a sufficienza. La Convenzione di Ramsar ha dichiarato per tale motivo il lago Biviere di Gela sito di interesse comunitario e nel 1997 la LIPU, per tutelare questo eccezionale patrimonio naturale, ha istituito la Riserva naturale orientata Biviere di Gela.
In questo sito, piccolo ma importante, sono state registrate ben oltre 200 specie diverse di volatili, molte delle quali in via di estinzione, nonché numerose specie vegetali molto rare. Stretto e lungo, il lago Biviere si dispone parallelamente alla costa sabbiosa ed è separato da questa da una fascia di dune ricoperte di macchia mediterranea. È alimentato dal torrente Valletorta Monacella e, attraverso uno sbarramento mobile, dal fiume Dirillo che permette nel suo tratto finale, quando rimane asciutto, l'ingresso di acqua marina nel lago. Piccole formazioni lacustri si formano alla foce di altri torrenti che sfociano nel Golfo di Gela come il Comunelli e il Rabbìto: anche in questi siti molti volatili trovano ristoro. Accanto alla foce del Rabbito si trova la collinetta Poggio Arena interamente ricoperta di vegetazione che costituisce un vero e proprio paradiso per volatili, insetti e altri tipi di animali. La collina di Manfria, a poca distanza dalla foce del Comunelli, invece, costituisce un sito dalle peculiari caratteristiche climatiche e geo-morfologiche; nel 2007 il Dipartimento di Botanica dell'Università degli Studi di Catania vi ha scoperto diverse specie rarissime. Altra zona interessante sono gli acquitrini di Piana del Signore, a nord della Strada statale 115 per Vittoria. Questi si formano durante la stagione delle piogge e costituiscono un'importante zona non solo per la sosta di volatili ma soprattutto perché costituiscono un vero e proprio nido per vari tipi di insetti e anfibi. Lungo la costa gelese sono da notare i cosiddetti "macconi", cioè le dune di sabbia. Queste, alte sino a circa 5 metri e sempre più rare, sono ricoperte dalla tipica vegetazione appartenente alla macchia mediterranea. Di particolare bellezza alcune piante che producono dei fiori veramente belli di varie tonalità (fucsia, viola, bianco) a dispetto dell'ambiente arido e salmastro.

#### Paesaggio

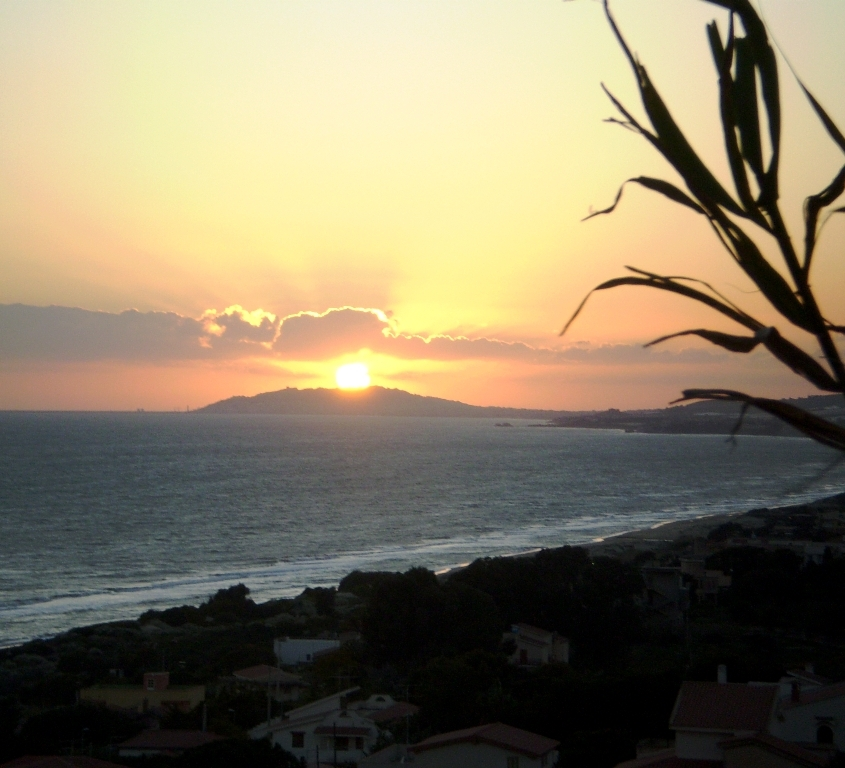
Gela al tramonto

Il paesaggio di Gela ha subìto forti trasformazioni, e non in positivo, in seguito alla disordinata e abusiva espansione a nord e all'installazione della enorme distesa di impianti e ciminiere del petrolchimico, ma è rimasto ben molto del suo caratteristico paesaggio mediterraneo. Prima che la città si espandesse verso nord, dai due belvedere cittadini di piazza Mercato e del Parco delle Rimembranze era possibile ammirare gli estesi Campi Geloi intensamente coltivati, soprattutto, a grano e cotone contornati dal profilo dei monti su cui insistono Butera e Niscemi. Tale panorama è oggi godibile solo dalle zone più elevate della città (Piano Notaro). Il panorama gelese che più colpisce per la sua bellezza è quello costiero soprattutto al tramonto descritto da un poeta con queste parole: "una palla di fuoco che coi suoi infiniti raggi fa splendere le onde spumeggianti del golfo, dipinge d'arancio ogni contrada apprestandosi a svanire infondendo calma e meraviglia col misterioso fascino della natura".
La costa è caratterizzata da ambienti diversi, a volte stridenti fra loro; procedendo da est verso ovest si incontrano un grande stagno circondato da canneti e protetto da una fascia di dune che precedono la spiaggia seguito dall'enorme sito industriale del Petrolchimico che preclude alle attività turistiche un lungo tratto di fascia costiera. Di seguito si incontra la foce del fiume Gela e un boschetto di eucalipto che nasconde la città, grande e urbanisticamente compatta, le cui case si allontanano dalla battigia proseguendo verso il porticciolo. Da qui in poi la costa ritorna selvaggia e ricca di dune naturali, attraversata da un Lungomare con alle spalle il parco archeologico di Capo Soprano, un altro boschetto di eucalipto e poi il moderno e verdeggiante quartiere residenziale di Macchitella. Segue la collina gemella di Montelungo con le sue alte pareti argillose che sovrastano una sottile lingua di sabbia quindi scende sino alla pianura sottostante con la laguna del torrente Rabbito e l'adiacente collinetta di Poggio dell'Arena ricca di vegetazione. Poi Roccazzelle, con tante case oltre la spiaggia, e la collina di Manfria con la torre circondata da terreni riarsi dal sole. Oltre la collina, ancora pianura con case sparse e infine il confine comunale segnato dalla foce del Comunelli.

### La riviera gelese

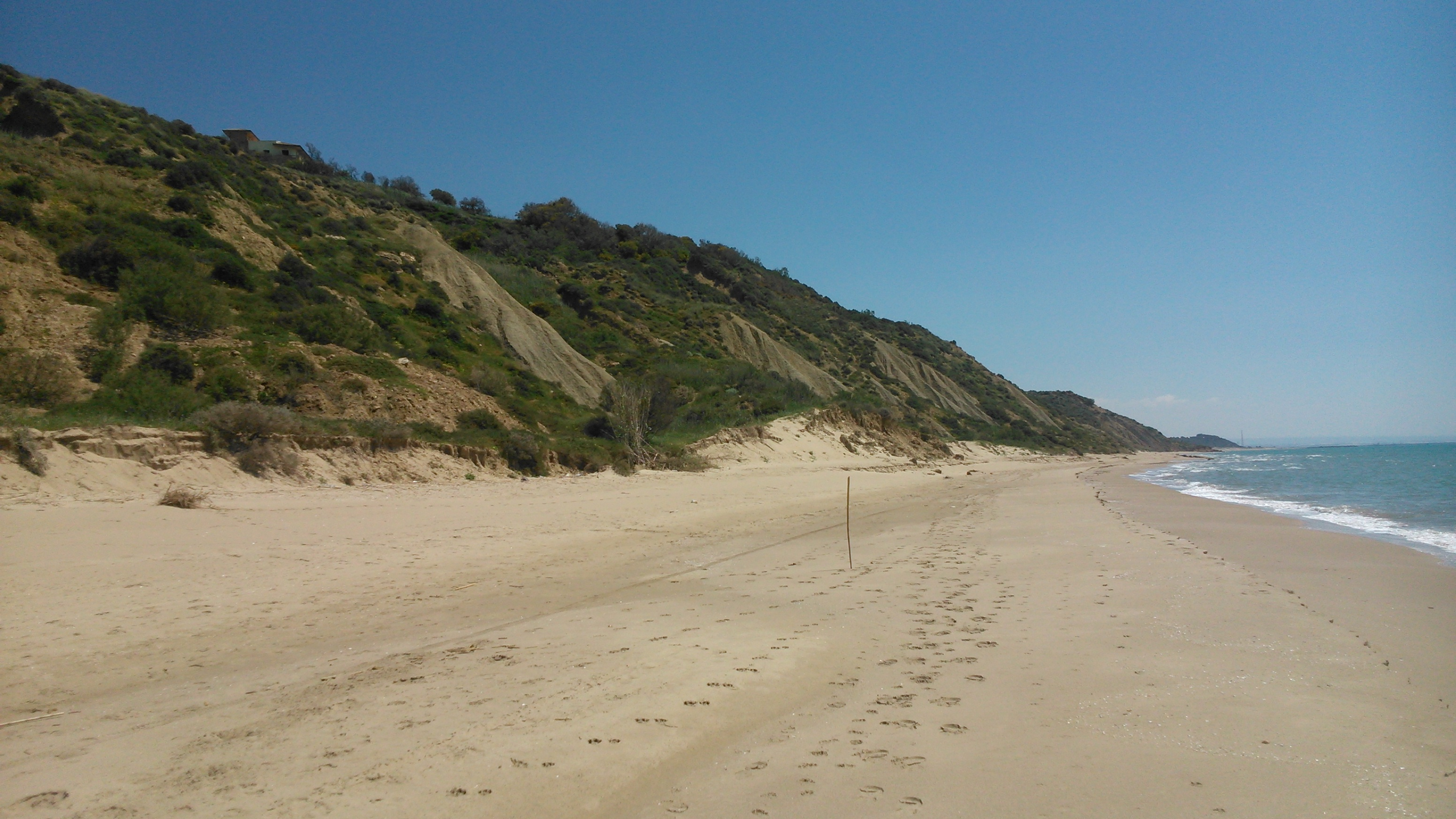
Un tratto della costa gelese (Montelungo)

Il territorio comunale comprende un litorale esteso per 24 chilometri che va, dalla foce del Dirillo a quella del Comunelli. La costa ad oriente della città è esclusa dalle attività turistico-balneari per la presenza del complesso petrolchimico e della foce del fiume Dirillo. La costa occidentale, compresa tra il centro cittadino e il confine comunale ovest è invece aperta alla balneazione. Le annuali indagini di Goletta Verde (Legambiente) hanno dato esito positivo.
Gela è molto frequentata: tra le stazioni balneari siciliane è quella che attrae bagnanti dalle zone limitrofe grazie alla costa, con i numerosi stabilimenti balneari, costituita di sabbia fine e dorata con le caratteristiche formazioni di dune ricoperte di macchia mediterranea.
Le principali spiagge aperte alla balneazione (da est verso ovest) sono:
- Lungomare Federico II di Svevia (compreso tra via Vespucci e il Giardino “Poseidon”): la spiaggia antistante il centro cittadino, protetta negli anni settanta con la creazione di barriere frangiflutti e aggiunta di sabbia di riporto;
- Lungomare Ovest (compreso tra il Club nautico e Piazza delle Tre Porte): costa con formazioni dunali preceduta da un boschetto di eucalipti (parco archeologico di Capo Soprano);
- Viale Fontanarossa (Macchitella): la spiaggia antistante il quartiere residenziale di Macchitella, preceduta da un boschetto di eucalipto;
- Puntasecca e Femmina Morta: la prima zona balneare raggiungibile dalla statale 115 Gela-Licata, preceduta in parte dall'argillosa collina di Montelungo che digrada sino alla pianura sottostante e al sito naturalistico di Poggio Arena, poco distante dallo stagno del torrente Rabbito;
- Roccazzelle: costa sabbiosa antistante la zona residenziale;
- Mànfria: la spiaggia dominata dalla mole cinquecentesca della torre d'avvistamento sulla sommità dell'omonima collina;
- Piana Marina: la spiaggia prossima al confine comunale con Butera, preceduta da una vasta zona residenziale, nei pressi della foce del Comunelli.

### Monumenti nei dintorni
Il territorio gelese oltre ad essere costellato di siti archeologici, lo è anche di torri, castelli e altri monumenti.
In località Manfria, zona balneare della costa occidentale ad 8 km da Gela, sorge sulla cima dell'omonima collina la torre d'avvistamento risalente al XVI secolo e progettata da Camillo Camilliani.
Su uno sperone roccioso visibile dalla strada statale Gela-Catania si erge il Castelluccio di Gela, maniero risalente al XII secolo, rimaneggiato nel 1230 e ancora dopo. Durante lo sbarco in Sicilia degli Alleati nel luglio del 1943 fu l'ultimo avamposto della "Battaglia di Gela".
Nelle vicinanze del Castelluccio si trovano in contrada Grotticelle due interessantissimi monumenti: la diga delle Grotticelle (XVI secolo) che coi suoi contrafforti rappresenta la prima opera d'ingegneria idraulica in Sicilia; la catacomba paleocristiana con tombe poste in un ambiente a raggiera scavato nella roccia calcarea di una grotta.
Interessanti infine risultano i casali sparsi nelle zone adiacenti alla città, come: quello dei Principi Pignatelli sulle rive del lago Biviere di Gela e quello dei Mattina presso il parco di Montelungo.

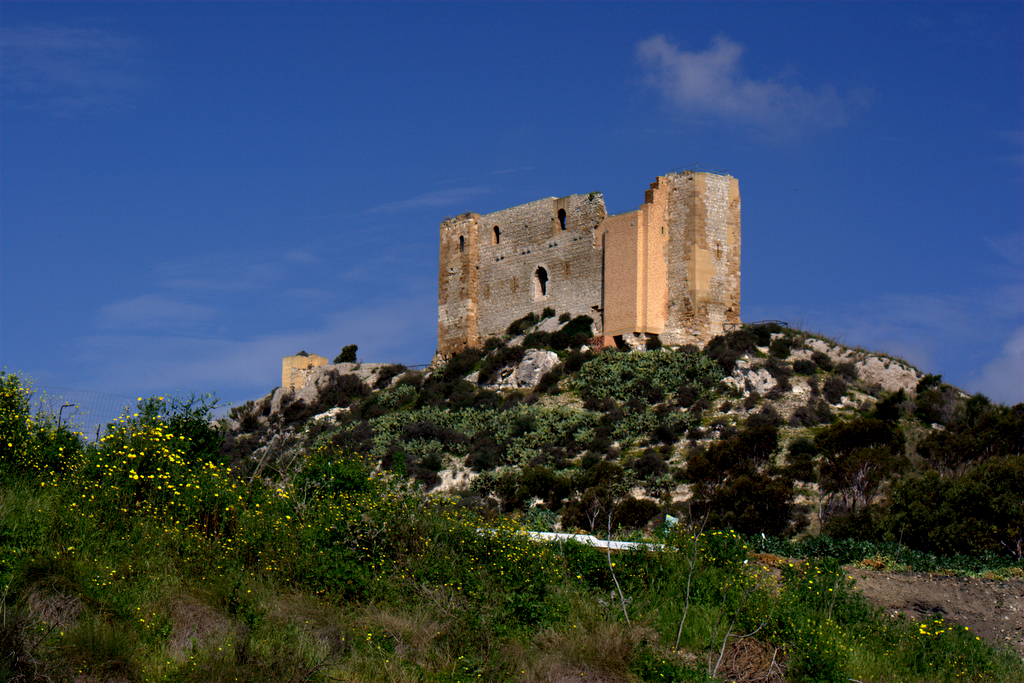
Castelluccio svevo (1143)
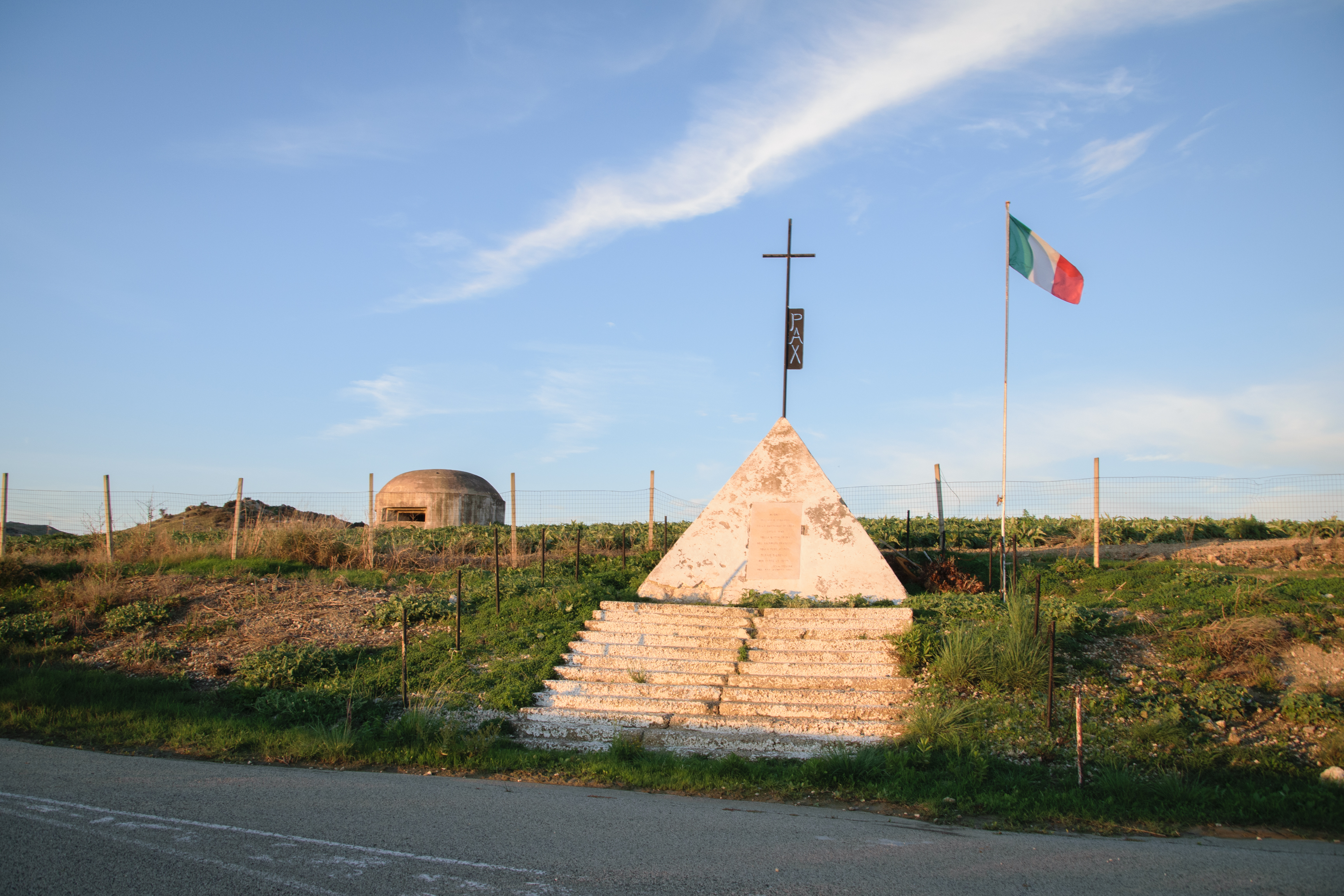
Memoriale ai caduti della battaglia di Gela (1943)
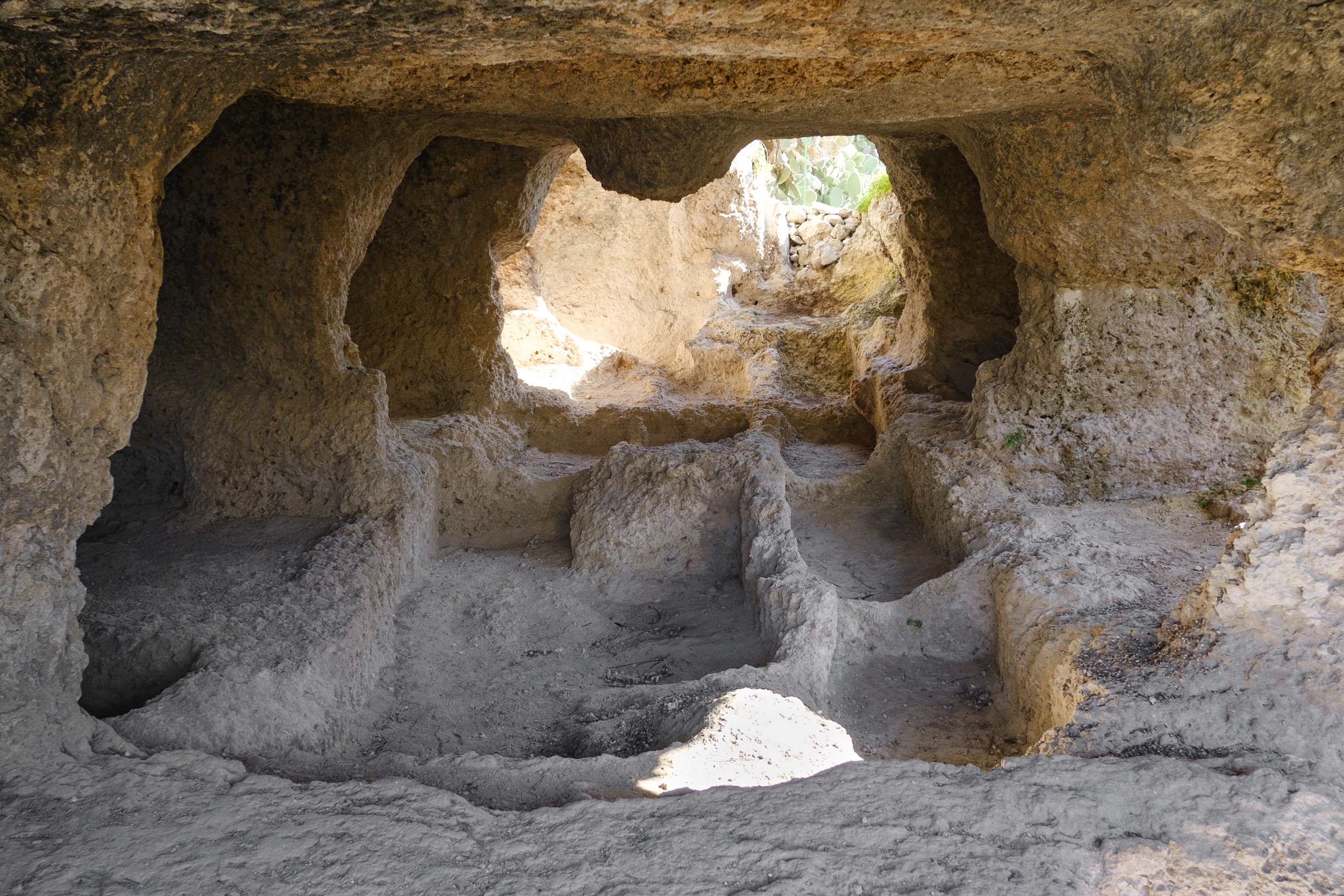
Necropoli di Grotticelle
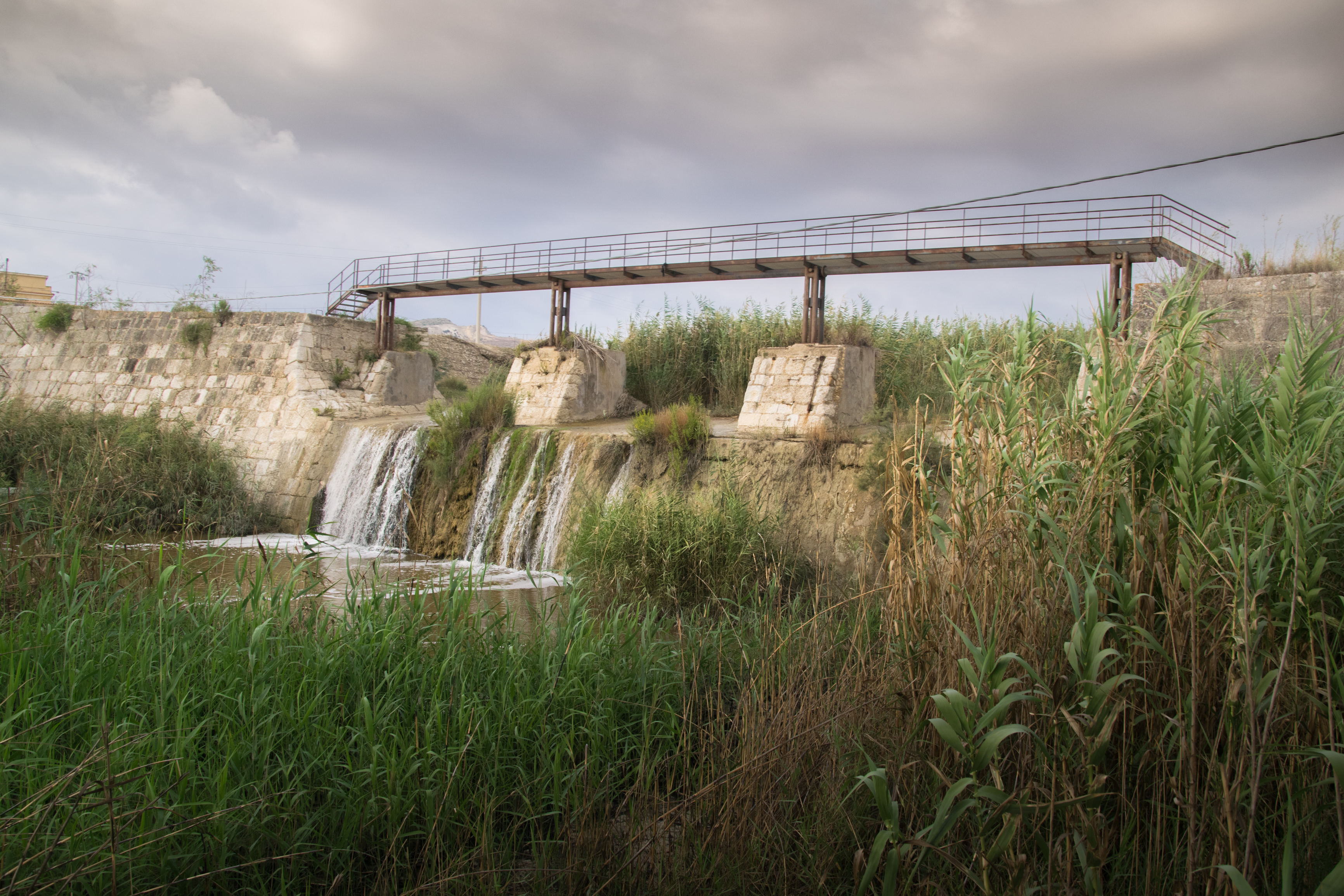
Diga Grotticelle (1565)

## Società

### Evoluzione demografica
Abitanti censiti

### Etnie e minoranze straniere
Al 31 dicembre 2023 la popolazione straniera è di 1 481 abitanti, pari al 2,23% della popolazione.

### Religione
La religione più praticata è quella cristiana. La Chiesa Cattolica romana è quella maggiormente diffusa. La città, fino agli inizi del secolo XIX, faceva parte della diocesi di Caltagirone; in seguito passò sotto la giurisdizione della diocesi di Piazza Armerina. Segue la confessione cristiana evangelica con comunità in maggior parte a carattere pentecostale.

### Tradizioni e folclore

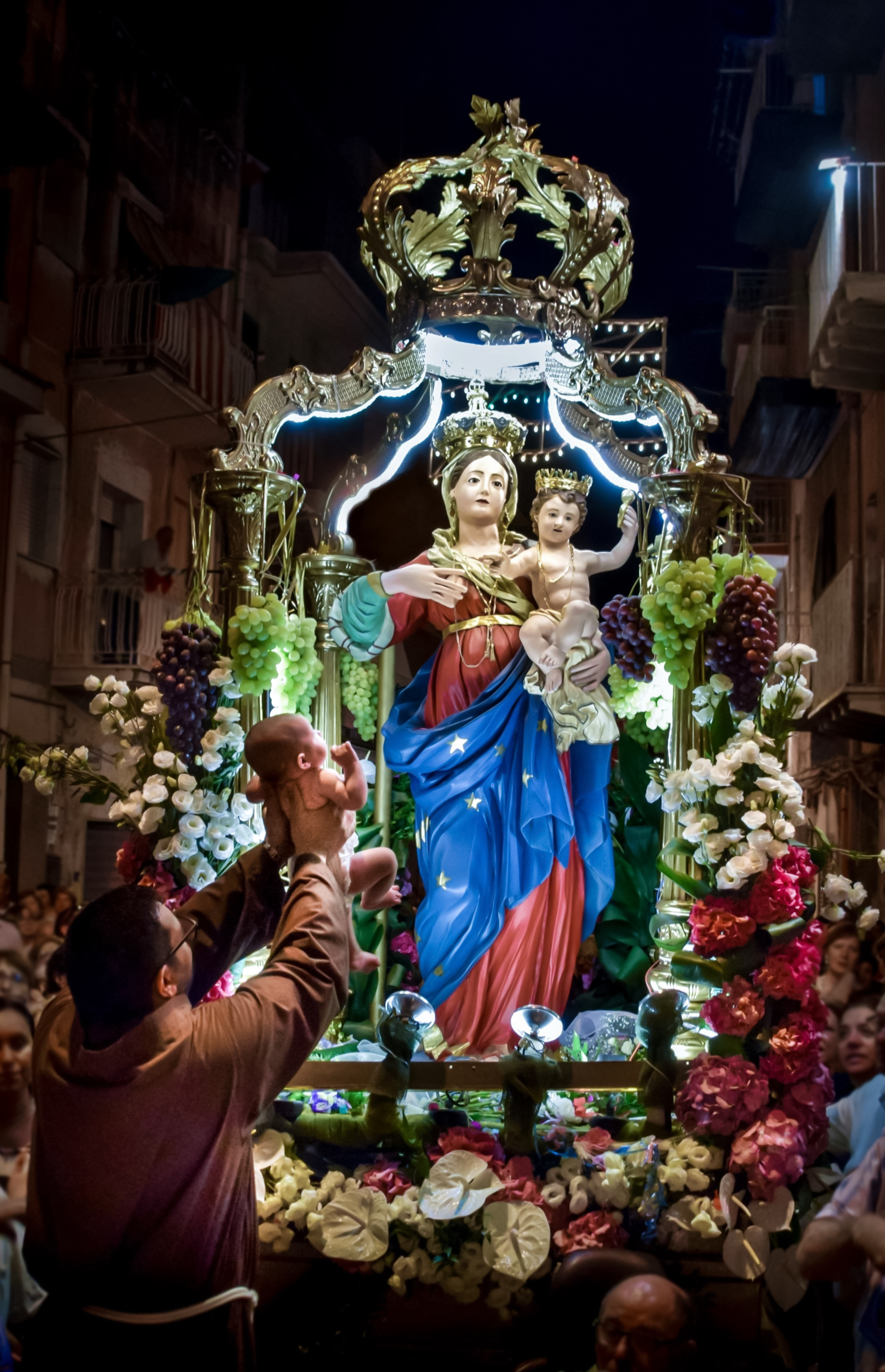
Madonna delle Grazie

Le manifestazioni religiose e folcloristiche nel comune di Gela affondano le proprie radici nei secoli passati.
Festa della Madonna delle Grazie
È l'evento religioso più sentito dalla popolazione locale. La festa è caratterizzata dalla processione a piedi nudi dei devoti per le vie della città alta al seguito del simulacro ottocentesco che sosta per le offerte in denaro e preziosi e dalla cerimonia della svestizione dei bimbi graziati dalla Madonna. Il tutto è accompagnato dai grandi ceri inghirlandati portati a mano dai fedeli. L'evento si conclude col rientro del simulacro e i giochi pirotecnici a mare. Eventi collaterali sono il mercatino di via Mare del 2 luglio.

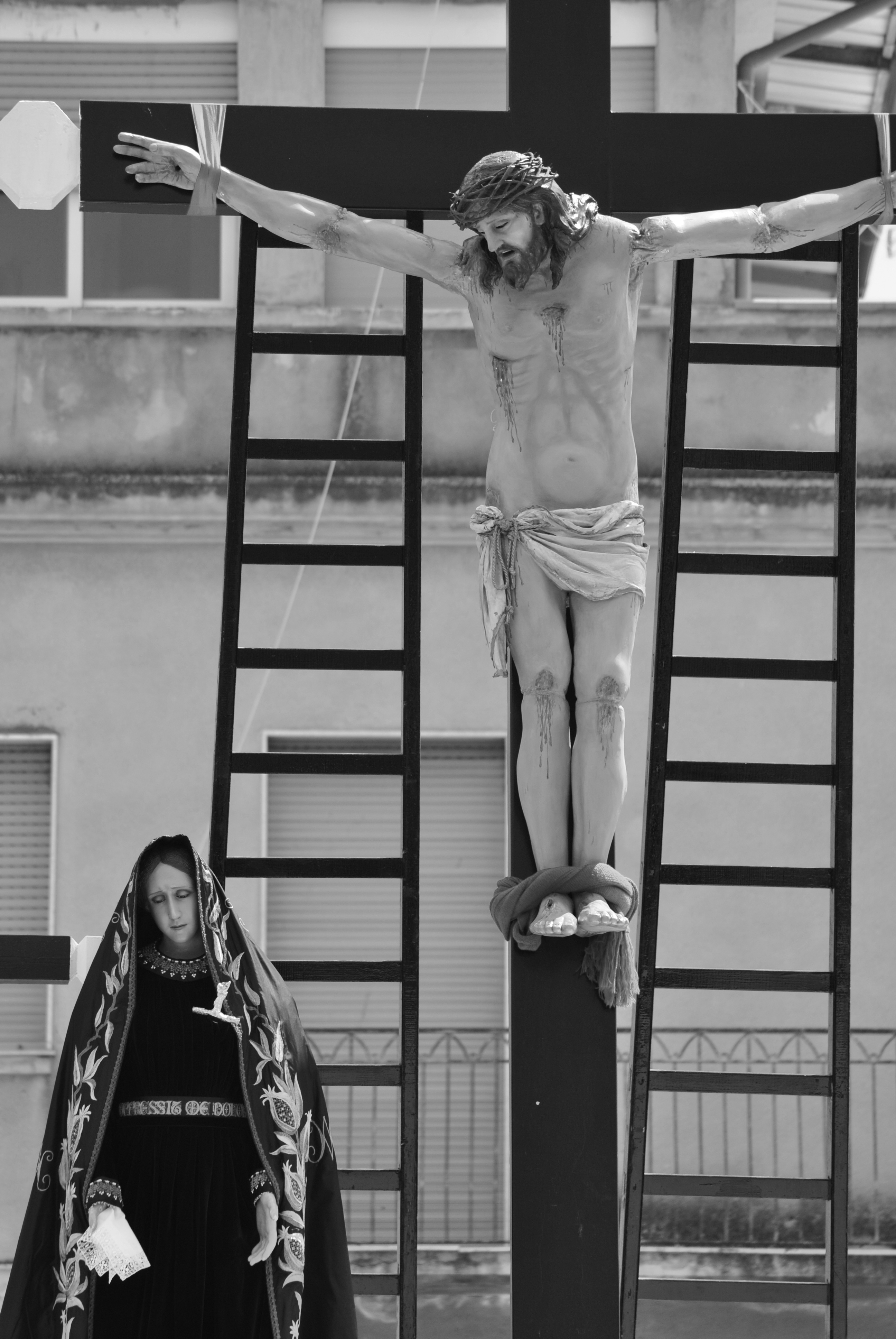
Venerdì Santo a Gela

Settimana SantaAnche a Gela come in altre località siciliane si svolge l'antica e caratteristica manifestazione della Settimana Santa con particolare riguardo al Venerdì Santo. Elemento tipico gelese è u lamentu, triste canto dialettale eseguito da anziane donne e accompagnato dal suono di un tamburo nella quiete della via Crucis seguita da una moltitudine di fedeli. Negli ultimi 50 anni "u lamentu" è stato diretto dalla voce della sig.ra Anna Mauro Palazzolo, scomparsa il 10 maggio 2010. Nella tarda mattinata l'antico simulacro ligneo del Cristo viene posto sulla croce e vi rimane sino al tardo pomeriggio esposto alla venerazione dei fedeli che riempiono la piazza. Poi viene tolto e deposto nell'urna in legno decorato d'oro zecchino rientrando in processione nella Chiesa Madre di Gela.
Festa patronaleLa festa patronale di Gela, che si svolge l'8 settembre, è legata all'antico ritrovamento, da parte di un contadino, di una tavola bizantina raffigurante la Madonna d'Alemanna (su un fondo dorato) nella zona villaggio Aldisio dove venne eretto il Santuario l'ultima ricostruzione risale al 1985. il Santuario è meta di pellegrini durante l'anno e soprattutto nei giorni che precedono la festa. La festa è caratterizzata dalla processione del dipinto per le vie principali della città alta, accompagnata da altri eventi tradizionali tra cui: la cuccagna a mare o “iocu do palliantino” che chiude simbolicamente la stagione balneare gelese; la rassegna d'artigianato e arte locale “Sperone Arte”, tornei sportivi, concerti, il mercato di via Mare e concorsi artistici e fotografici.

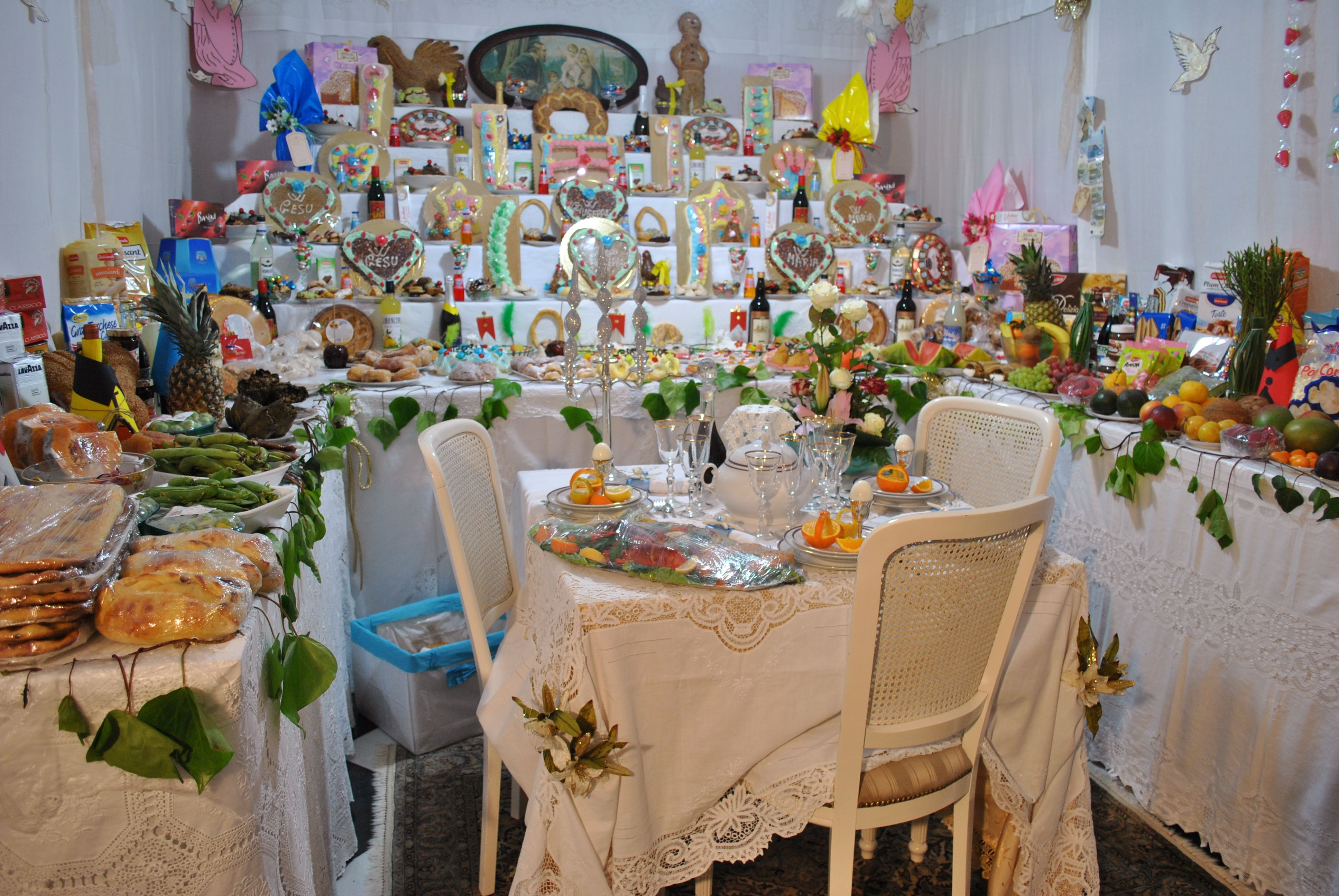
Tavola di San Giuseppe

Festa di san GiuseppeLa seguita festa di san Giuseppe viene festeggiata due volte: il 19 marzo e la prima domenica di maggio. Nella prima vengono organizzate le tradizionali “tavole di San Giuseppe”, grandi altari imbanditi con ogni bontà gastronomica frutto della questua iniziata da una famiglia devota organizzatrice alcuni mesi prima. La festa è caratterizzata da un particolare rito: per ognuna delle tavole organizzate in giro per la città vengono chiamati tre poverelli del quartiere a impersonare i componenti della Sacra famiglia (Gesù, Giuseppe e Maria). Il giorno della ricorrenza, vestiti con candide tuniche e ghirlande di fiori sul capo, i tre accompagnati da una moltitudine di bambini che gridano “U patriarca! U patriarca!” raggiungono l'ingresso della casa decorato con palme bussando tre volte all'uscio e rispondendo al “cu è?” “semmu Gesù, Giuseppe e Maria!”. Al che, tra gli applausi, vengono accolti in casa a godere delle bontà della tavolata dopo il digiuno rituale dei giorni precedenti.

## Cultura

### Istruzione

#### Biblioteche
- La biblioteca comunale possiede circa 30.000 testi, fra i quali si distinguono testi risalenti al Cinquecento e al Seicento. La sede, è ospitata presso un ex Monastero dell'XI secolo utilizzato nei secoli come ospitium (centro di accoglienza per pellegrini).
- Archivio storico, in cui sono contenuti gli atti dell'Amministrazione Comunale a partire dal 1800.
- Altre biblioteche scolastiche sono: quella del Liceo Ginnasio “Eschilo” e quella della scuola media “Ettore Romagnoli”.

#### Scuole
Nel territorio sono presenti numerosi istituti di istruzione superiore con vari indirizzi sperimentali. Dall'anno scolastico 2010/2011 è attivo presso il Liceo Ginnasio "Eschilo" (già PNI) l'indirizzo musicale e coreutico e presso il liceo delle scienze umane "Dante Alighieri" (già Brocca) l'indirizzo Economico-Sociale.

#### Università
Gela è stata nel 1999 sede decentrata di alcuni corsi di laurea come la facoltà di Economia e un corso di Scienze della Comunicazione (facoltà di Lettere e Filosofia) dipendenti dall'Università degli Studi di Catania.

#### Musei

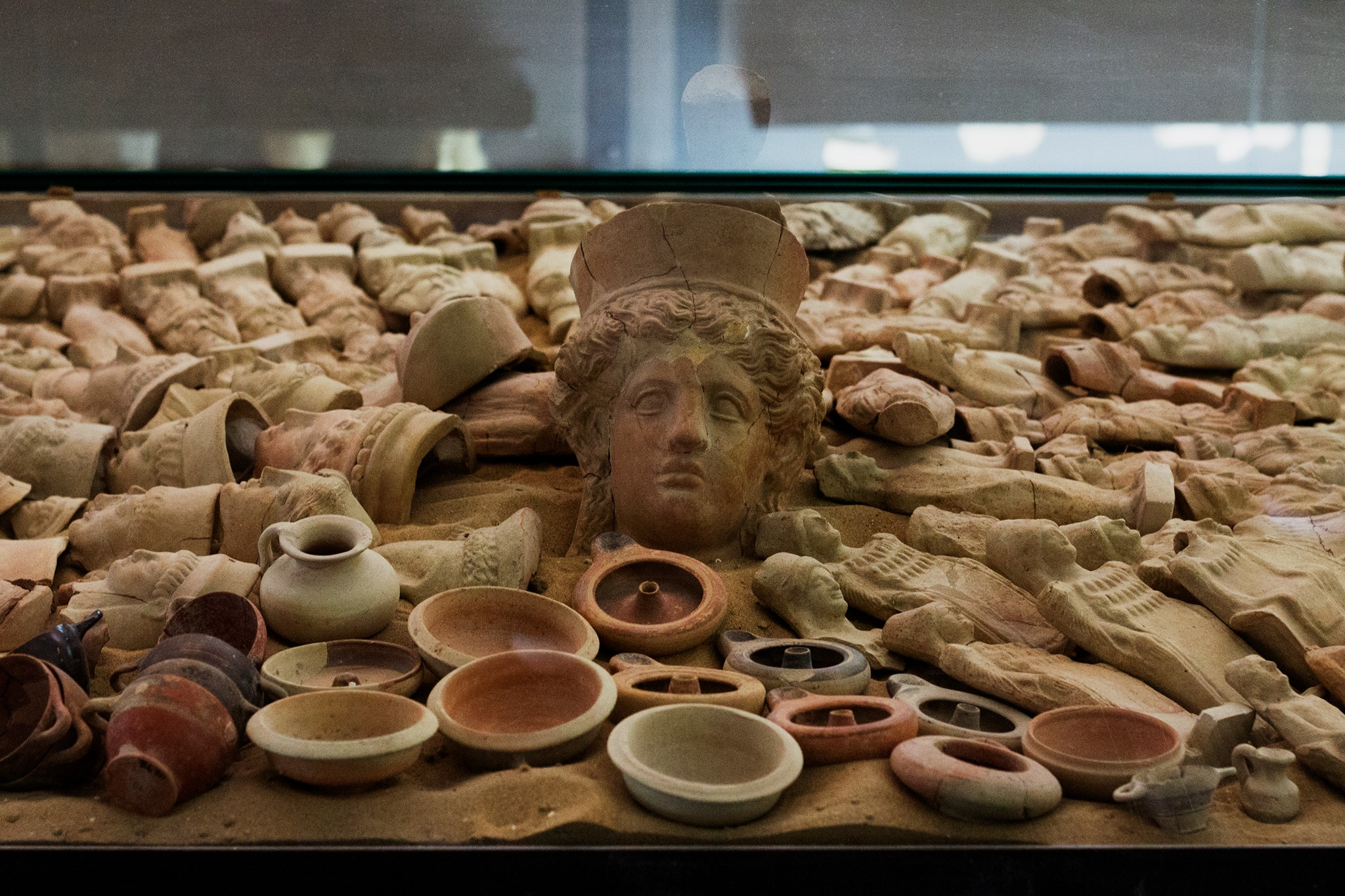
Reperti votivi al Museo Archeologico di Gela

Gela è sede di un importante Museo Archeologico Regionale. Il museo concerne l'arte greca, quella preistorica, la ceramica normanna ("tipo Gela") e la numismatica antica. Esso ha sede in un edificio in stile razionalista del 1958, sito in corso Vittorio Emanuele 1, ampliato nel corso dei decenni.
Vi sono custoditi numerosi reperti, tra i quali le antefisse di Sileno e di Gorgone, le ceramiche della collezione Navarra, i reperti recuperati nelle tre navi greche affondate sulla costa gelese nel V secolo a.C., i reperti scoperti nelle necropoli preistoriche e greche di Gela ed hinterland, le due arule fittili scoperte a Bosco Littorio e le circa 1000 monete.
Da non molto è rientrata in città la nave greca arcaica dopo un lungo e complesso lavoro di restauro ed è in corso di realizzazione a Bosco Littorio il Museo della Navigazione Antica che esporrà in maniera adeguata la prima delle tre navi greche Gelesi al momento custodita ma non esposta all'interno del museo regionale, importantissimi esemplari al mondo per datazione, dimensioni, tecnica costruttiva e per l'eccezionale stato di conservazione.
Inoltre sono presenti un Antiquarium, al cui interno ci sono dei reperti provenienti dalle Mura Timoleontee e il Museo della Memoria 1943.
Recentemente è stato inaugurato presso la Riserva naturale orientata del Lago Biviere di Gela il nuovo Museo Naturalistico presso l'antico Casale Pignatelli (XVI secolo). Esso è dotato di moderni apparati didascalici nonché didattici, inclusa una Biblioteca, e spazi polifunzionali.
Pochi giorni addietro è stato inaugurato il Museo a cielo aperto della Necropoli Greca del VI secolo A.C. in via Di Bartolo, è possibile vederla attraverso una pavimentazione in vetro.
In città sono attivi altri piccoli musei di livello scolastico o amatoriale: il museo dell'arte contadina presso la scuola di 1º grado “Enrico Solito” , il museo del cinema "Menichelli" e il museo mondiale della scarpa in miniatura.
Teatri
Teatro Eschilo, di origine ottocentesca.

### Media

#### Stampa
- Corriere di Gela (settimanale, in edicola dal 1985 e dal 2003 anche online, direttore responsabile: Rocco Cerro)
- Quotidiano di Gela (online)
- Accènto (online)
- Today24 (online)

#### Radio
Le principali stazioni radiofoniche locali sono Radio Gela Express, attiva nel settore dal 1985, Radio Bella FM 102.5 e Radio Altra Voce.

#### Televisione
La prima emittente televisiva locale fu Tele Gela Color, nata nel 1981 da un gruppo di studenti universitari. I programmi venivano trasmessi attraverso i servizi UHF 30 e 31. Tre anni più tardi, l'emittente televisiva inaugurò la sua prima edizione del telegiornale ed amplio il suo palinsesto, aggiungendo programmi di intrattenimento politico e culturale, e rubriche dedicate a film, telefilm e cartoni animati.
Nel 1994 l'emittente viene esclusa dalle concessioni governative, ma in seguito ad alcune battaglie legali, riesce ad ottenere le concessioni dal Ministero delle comunicazioni per continuare le trasmissioni dell'ente televisivo. Agli inizi degli anni duemila la rete cambia il nome in Canale 10.
Nel 2012 nasce l'emittente televisiva Rete Chiara.
- OC TV[non è una emittente televisiva]
- M2 Video Mediterraneo (Redazione di Gela)
- Video Uno
- Video Golfo Gela
- Rete Gela

### Arte

#### Cinema
Uno dei primi richiami alla cinematografia che riguardino la città di Gela, si può trovare già nel film neorealista Paisà del 1946, diretto da Roberto Rossellini. Tuttavia, alcuni elementi di propaganda fascista prodotti dall'Istituto Luce parlavano già della città gelese, come il breve cortometraggio di Arnaldo Ricotti L'inizio dei lavori per la costruzione della diga di Gela del 1939, incentrato sulla costruzione della diga Disueri a Gela.
Sempre per conto dell'Istituto Luce viene girato nel 1953, il cortometraggio Sicilia 53 curato da Giacomo Pozzi Bellini, dove viene mostrata la costruzione del municipio di Gela. Sei anni più tardi Romano Sileoni cura il cortometraggio Terra di Gela, dove vengono mostrate alcune immagini del territorio che riguardano la coltivazione, gli scavi archeologici e l'estrazione del petrolio in città.
Dopo la scoperta dei giacimenti petroliferi in città negli anni 50, nel 1960 venne posata la prima pietra per la costruzione del Polo petrolchimico di Gela, istituita dall'imprenditore Enrico Mattei; partì così, un'azione propagandistica firmata e documentata da grandi registi del cinema, per conto dell'Ente Nazionale idrocarburi (ENI). Il primo documentario fu Gela 1959: Pozzi a mare, curato da Vittorio De Seta e Franco Dodi nel 1960, dedicato alla perforazione del primo pozzo sottomarino in Europa battezzato Gela Mare 21. Nello stesso anno vennero realizzati altri due documentari, A Gela qualcosa di nuovo diretto da Fernando Cerchio e il film tv L'Italia non è un paese povero, curato dal regista olandese Joris Ivens.
Nel 1961 Giacomo Vaccari diresse il documentario Ritratto di una grande impresa, dove l'ultima parte è dedicata fra le altre, allo sviluppo dell'Eni nella città gelese durante gli anni sessanta. Due anni più tardi viene realizzato dal regista Giuseppe Ferrara, un cortometraggio intitolato La cena di San Giuseppe, dedicato alla tradizionale festività annuale del santo Giuseppe.
Nel 1964 il regista Giuseppe Ferrara gira altri due documentari sullo sviluppo della cittadina gelese; Il Gigante di Gela e Gela antica e nuova.
Un anno più tardi venne realizzato il documentario Da Palma a Gela diretto dal regista Gilbert Bovay, che si concentra sui mutamenti sociali e l'aumento dei posti di lavoro, sorti grazie alla costruzione del Polo petrolchimico. Nel 1967, i registi Piero Nelli e Luigi Perelli dirigono un documentario di propaganda comunista, sulle condizioni precarie della Sicilia intitolato Sinistra unita Sicilia nuova - Vota comunista. Fra le altre città, molte delle riprese sono state effettuate nella città di Gela.
Quattro anni più tardi, venne girato un documentario sulla nocività fisica ed emotiva provocata dal lavoro usurante delle fabbriche, diretto dai registi Carlo Striano, Luigi Bartoccioni e Isa Crescenzio dal titolo Condizione operaia. Il film fu girato negli stabilimenti della Olivetti ad Ivrea, alla Massey Ferguson di Aprilia e nello stabilimento del Polo petrolchimico di Gela.
Per conto dell'Eni viene prodotto nel 1984 Una storia per l'energia. Diretto da Gillo Pontecorvo, il documentario tratta la crescita esponenziale dell'Agip nel mondo. Il film contiene immagini di Gela Mare 21, il primo pozzo petrolifero sottomarino perforato a Gela nel 1959.
La città di Gela fu location del film Il ladro di bambini diretto da Gianni Amelio, nel 1992.
Nel 2006 Daniele Vicari diresse Il mio paese.
Il regista Gianni Virgadaula nel 2008 cura la regia di Lèmuri, il bacio di Lilith degli anni venti. Il film venne girato anche nella città gelese. Sei anni più tardi, la città fu location del film Vento di Sicilia diretto dal regista Carlo Fusco.
Nel 2015 Gianluca Maria Tavarelli dirige il film Una storia sbagliata. Il film in parte è stato girato nella città gelese. Nello stesso anno viene girato il documentario Sicilia '43 diretto dal regista Folco Quilici, incentrato sullo sbarco in Sicilia, dove sono presenti anche immagini che riguardano Gela.
Lista opere
- L'inizio dei lavori per la costruzione della diga di Gela, regia di Arnaldo Ricotti (1939) – cortometraggio
- Mille miliardi per il Mezzogiorno, regia di Vittorio Sala (1951) – cortometraggio
- Sicilia 53, regia di Giacomo Pozzi Bellini (1953) – cortometraggio
- Terra di Gela, regia di Romano Sileoni (1959) – cortometraggio
- Cronaca con l'obiettivo (1960) – cortometraggio
- Gela 1959: Pozzi a mare, regia di Vittorio De Seta e Franco Dodi (1960)
- A Gela qualcosa di nuovo, regia di Fernando Cerchio (1960)
- L'Italia non è un paese povero, regia di Joris Ivens (1960)
- La città del petrolio (1961) – cortometraggio
- Ritratto di una grande impresa, regia di Giacomo Vaccari (1961)
- Mort d'un condottiere, regia di Gilbert Bovay (1962) – cortometraggio
- La cena di San Giuseppe, regia di Giuseppe Ferrara (1963) – cortometraggio
- Il Gigante di Gela, regia di Giuseppe Ferrara (1964)
- Gela antica e nuova, regia di Giuseppe Ferrara (1964)
- Da Palma a Gela, regia di Gilbert Bovay (1965)
- Sinistra unita Sicilia nuova - Vota comunista, regia di Piero Nelli e Luigi Perelli (1967)
- Condizione operaia, regia di Carlo Striano, Luigi Bartoccioni e Isa Crescenzi (1971)
- Il caso Mattei, regia di Francesco Rosi (1972)
- Una storia per l'energia, regia di Gillo Pontecorvo (1984)
- Il ladro di bambini, regia di Gianni Amelio (1992)
- Viaggio a Gela, regia di Aldo Di Russo (1995)
- Le piattaforme raccontano il mare (1996)
- Il miracolo economico, regia di Guido Chiesa (1996)
- Quando l'Italia non era un paese povero, regia di Stefano Missio (1997)
- Il mio paese, regia di Daniele Vicari (2006)
- Il cavaliere Sole, regia di Pasquale Scimeca (2008)
- Lèmuri, il bacio di Lilith, regia di Gianni Virgadaula (2008)
- Vento di Sicilia, regia di Carlo Fusco (2012)
- Una storia sbagliata, regia di Gianluca Maria Tavarelli (2015)
- Sicilia '43, regia di Folco Quilici (2015)
- In guerra per amore, regia di Pif (2016)
- Gelone, La Spada e la Gloria, regia di Gianni Virgadaula (2018)
- Cùntami, regia di Giovanna Taviani (2021)
- Sconvolgimenti, regia di Chiara Ottaviano e Andrea Giannone (2022)

### Musica
- Associazione Culturale Musicale Gelese "G. Verdi" dal 1995
- Associazione Culturale Musicale "Francesco Renda"

### Cucina
Gela fu la patria del gastronomo, Archestrato di Gela, ha da sempre legato la sua cultura gastronomica con quella palermitana, catanese e ragusana. Ma la città del golfo ha anche una tradizione culinaria tutta sua.
Le preparazioni a base di grano costituiscono una specialità di questa zona. Nella Piana di Gela si producono prodotti tipici, quali il carciofo violetto di Sicilia e il pomodorino ramato.
Uno dei piatti tipici della città di Gela sono le impanate, un prodotto da forno molto simile alla focaccia, con numerose varietà di ripieni. In origine, le impanate venivano consumate maggiormente durante il periodo natalizio, preparate durante la vigilia per essere poi, servite durante il pranzo di Natale. Le origini delle impanate sono riconducibili alle empanadas spagnole, citate per la prima volta in un libro datato del cinquecento. È possibile ricondurre le origini delle impanate al dominio spagnolo in Sicilia avvenuto fra il 1516 e il 1713, grazie ad alcuni documenti che citano le impanate di Gela ed altri prodotti da forno simili, risalenti al seicento, proprio durante il dominio degli spagnoli in Sicilia. I ripieni tradizionali delle impanate sono originariamente con verdure e formaggio primo sale, o più di rado, con il baccalà. Oggi le varianti del piatto gastronomico sono molte, con ripieni che variano dalla carne al pesce, o come quella più tradizionale con patate, cipolle, cavolfiore e olive nere.
Fra i piatti tipici locali vi è anche la salsiccia di seppia, all'epoca considerato un piatto povero e meno costoso rispetto alla carne. La seppia predilige come alimento dominante del piatto, che viene misto alla carne ed insaccato nel budello di maiale, esattamente come avviene con la salsiccia.
Pasticceria: tipici sono i tutù, i rami cô ficu, i spingi e i spingiuna (frittelle con miele o zucchero), i raviolini di ricotta e cioccolato.

### Eventi
Estate geleseSi tratta di un cartellone annuale promosso dall'Amministrazione Comunale comprendente una serie di iniziative tese ad allietare la stagione estiva in città. Tra le manifestazioni più importanti si segnala la stagione teatrale estiva (solitamente tra agosto e settembre) comprendente una serie di spettacoli di danza, teatro popolare, lirica, musica, operette, concerti che vengono organizzate in parte presso il parco archeologico delle mura timoleontee, in parte nelle varie piazze cittadine (San Giacomo, Roma, San Francesco, Umberto I, Sant'Agostino ecc.).
Giochi del golfoDal 2007 è attivo il Circolo Matematico L. Fibonacci che organizza annualmente i primavera la manifestazione "Giochi del golfo" e collabora ad eventi di livello nazionale nel campo della matematica ludica.

## Geografia antropica

### Urbanistica

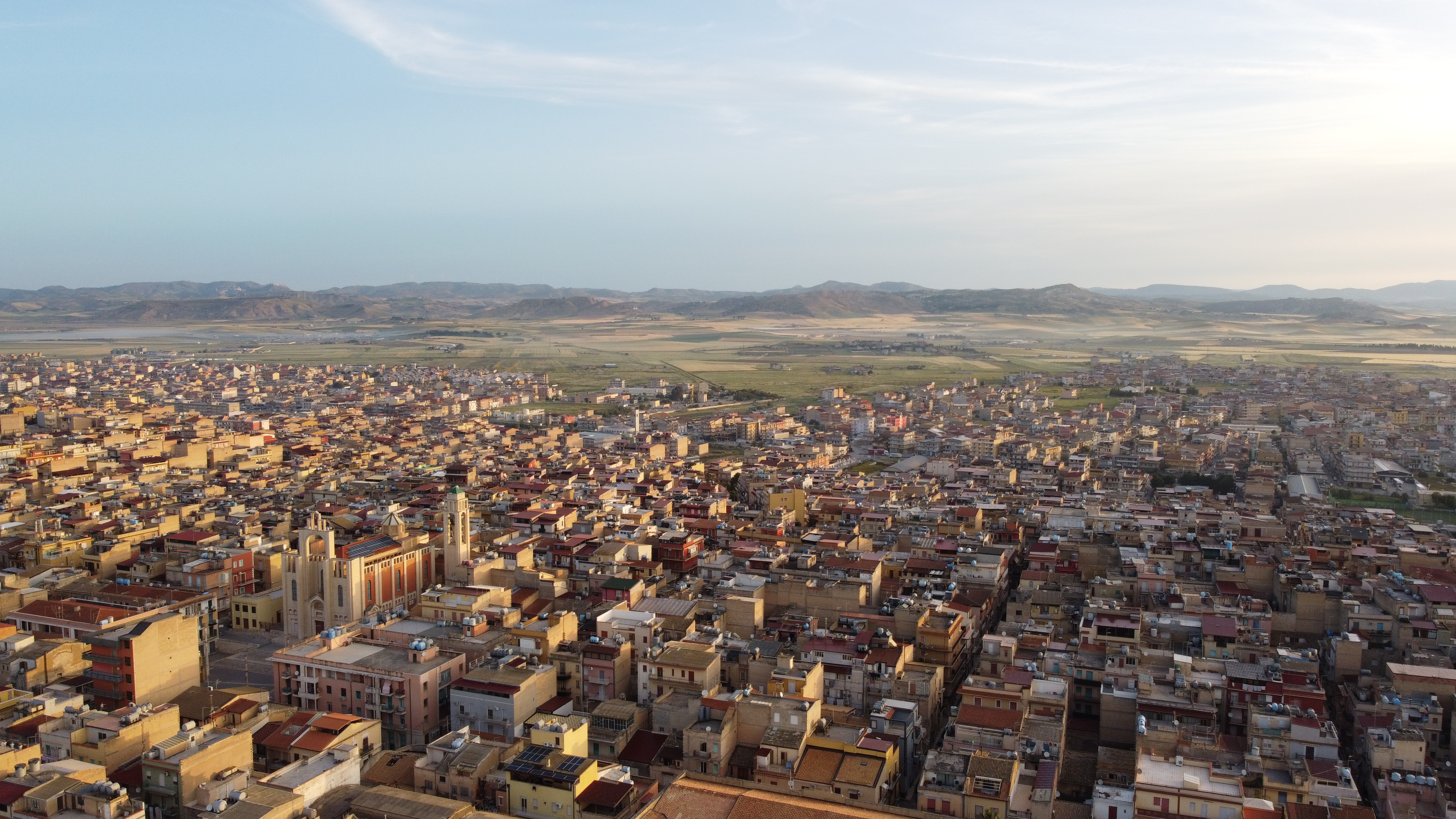
Gela

Gela è uno dei più estesi centri urbani della Sicilia, e quindi presenta una grande varietà di tessuti urbani. Il centro storico medievale presenta un arcaico impianto ippodameo e vicoli ciechi. Invece, i quartieri Otto-Novecenteschi (compresi quelli edificati negli anni cinquanta e sessanta), hanno una variante del sistema a scacchiera, con strade parallele alla via principale della città (Corso Salvatore Aldisio e Corso Vittorio Emanuele II), incrociate da strade perpendicolari a esse, formando quindi isolati rettangolari (ma in qualche caso quadrati, come nell'area compresa tra la via Benedetto Bonanno e la via Di Bartolo, zona facente parte del quartiere Borgo).. Il più delle volte, le abitazioni si affacciano con una sola parete sulla strada e hanno le pareti cieche in comune con altri edifici. I rioni periferici sorti a nord della via Venezia negli anni settanta (Margi, Settefarine, Cantina Sociale), hanno una maglia viaria irregolare. Le case si affacciano con un solo lato sulla via, ma a volte i muri non sono in comune. In qualche caso gli edifici presentano un piccolo giardino dal lato della strada e quasi sempre è presente un giardino sul retro. I nuovi quartieri residenziali costruiti a ovest, presentano lo schema della città-giardino, con villette monofamiliari a schiera.
La cittadina arabo-medievale di Eraclea (o Heraclea) costituì il primo nucleo urbano fondato dopo la distruzione greca del 282 a.C. Posizionata nella zona compresa tra il cimitero Monumentale e la chiesa di San Giacomo Maggiore, pare che fosse dotata di numerose chiese e perfino di rete fognaria.
Nel 1233 il re Federico II di Svevia decise di fondare sui ruderi della città greca il nuovo centro di Terranova che sarebbe diventato punto di riferimento per l'economia circostante. Il nucleo cittadino, di forma rettangolare, presentava un'estensione di oltre 40 ettari, un possente sistema di fortificazioni con castello all'angolo sud-est ed un porto caricatore. Lo schema urbano si rifaceva a quello romano in quanto incentrato su due assi principali ortogonali (il corso e l'attuale via Marconi) che collegavano le quattro porte (più una quinta verso il mare) e dividevano la città in quattro rioni. Oltre a via Marconi, vi sono anche altre strade che incrociano ortogonalmente il Corso Vittorio Emanuele, (o che comunque confluiscono in esso) e alcune sono anche confini di quartiere, ovvero via Salvatore Damaggio Fischietti, via Giacomo Navarra Bresmes, via Filippo Morello, via Morso, via Matrice, via Mallia, via Marotta, via Vinci, via Casale, via Cannizzo, via Sant'Agostino, via Cocchiara, via Cattuti, via San Sebastiano, via Campochiaro, via Luigi Cadorna, via San Francesco, via Cocchiaro, via Giuffré, via San Giovanni, via Picceri, via Santa Maria di Gesù, via Catalano (tratto finale), via Trieste e via Aldisio Fischietti. Le strade perpendicolari a queste vie, ovvero parallele col Corso Vittorio Emanuele, incrociandosi con esse, formano grandi isolati quadrati o rettangolari. Tra queste strade si annoverano: via Armando Diaz, via Cairoli, via San Nicola, via Rossini, via Senatore Giuseppe Damaggio, via Florida, via Menotti, via Gurrisi, via Lo Vivo, via Matrice (tratto iniziale), via Gaetano Donizetti, via Cocchiaro (tratto finale), via Passaniti, via Zinchi, via Ventura, Via Abela, via Navarra, via Battesimo, Via Catalano (tratto iniziale), via Vespri e via Pisa. Date le grandi dimensioni degli isolati, internamente a questi, si trovano numerosi vicoli ciechi e cortili, di varia grandezza, chiamati in dialetto curtigghi (cortili), nella toponomastica ufficiale, vengono comunemente denominati col nome di vico. Essi sono diversi tra loro, ma comunque se ne possono riscontrare diverse tipologie, che vanno da un semplice vicoletto, a piccole piazzette alla quale si accede da stretti vicoli o da un arco, (più o meno grande) per sfruttare al massimo lo spazio edificabile disponibile (Ad esempio Vico Ficicchia, Vico Tilaro, e Vico Lombardo sul Corso Vittorio Emanuele, Vico Carpentieri e Vico Panebianco in Via Cairoli) Nel Quattrocento, l'area a ovest del corso principale, venne abbandonata, e all'altezza dell'attuale via Bresmes venne costruito un lungo muro che divideva in due la città.
Tra la fine del Cinquecento e gli inizi del Seicento si cominciò a restaurare le mura medievali occidentali e si ricominciò a popolare la zona.
La città contava ben 22 chiese e perciò appariva dall'alto ricca di campanili e cupole, come emerge chiaramente dalle raffigurazioni dell'epoca.
Sino al Ottocento la città rimase entro le mura.

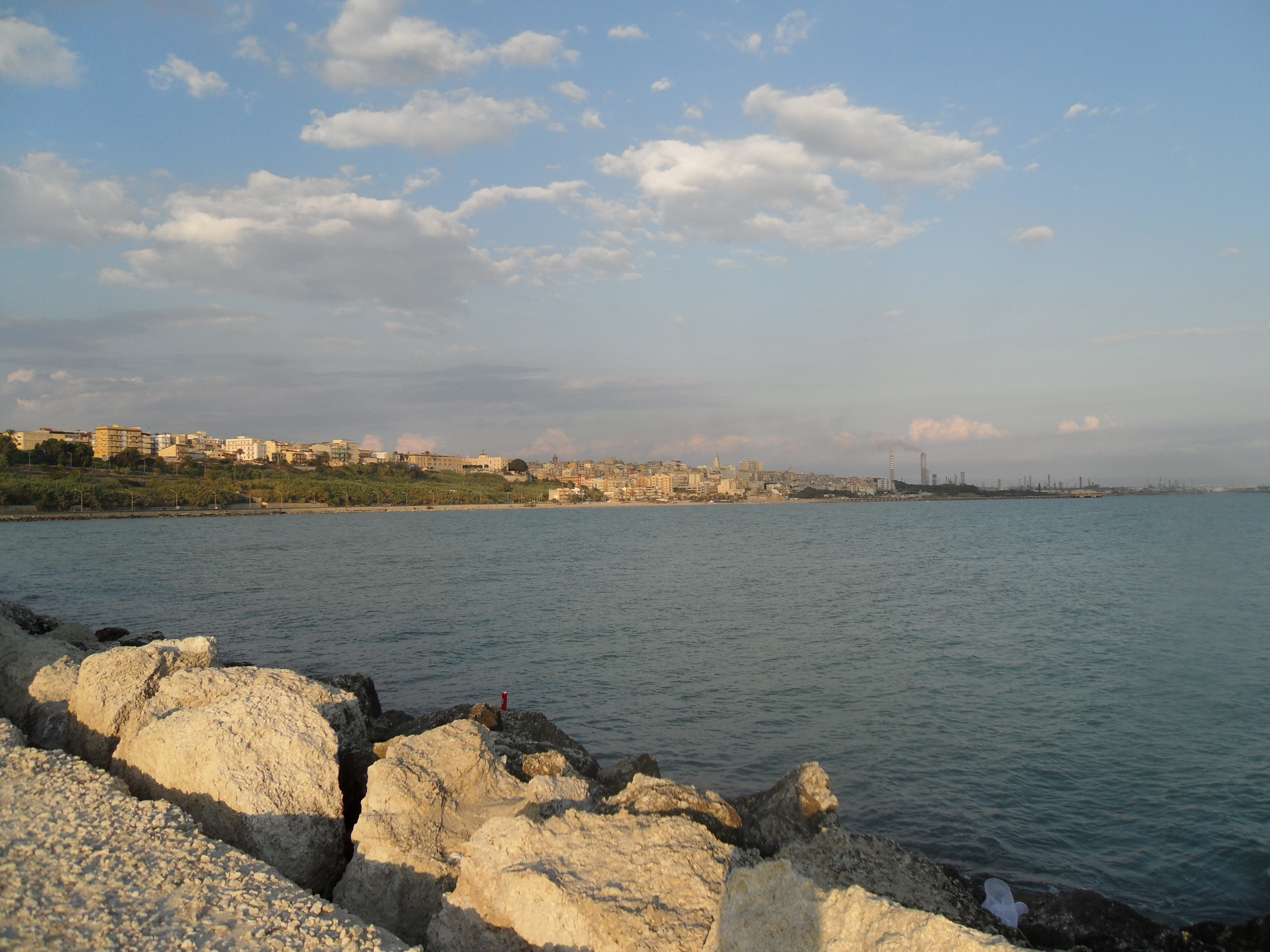
Panorama dal Porto Rifugio

L'esigenza di nuove abitazioni portò all'espansione verso ovest con la creazione del “Borgo” (tra la via XXIV Maggio, la via Bentivegna, la via Giacomo Matteotti e la via Francesco Crispi), del “Rabatello” (Corso Salvatore Aldisio angolo via Matteotti). Più tardi vennero creati i quartieri “Orto Buget ”(sud-est), “Mulino a Vento” (est) e “Stazione” (nord-est). Fino a inizio Novecento vennero creati ulteriori quartieri verso ovest (San Giacomo, Pignatelli, Loco Barone), verso sud (Piano Solfarelli, Orto fontanelle e Officina Elettrica), lungo la via Nazionale (oggi via Generale Cascino), la via Verga e la via Tevere. Dopo il 1956, si iniziò a costruire ai margini dei vecchi quartieri, e si sopraelevarono numerose abitazioni. Di questo periodo sono i quartieri Carrubbazza (a nord-est, sotto la via Generale Cascino), Baracche(a nord-ovest, tra la via Francesco Crispi la via Recanati, la via G. Matteotti, già via Bastione, e la via Po), Sant′Ippolito(situato a ovest, tra la via Crispi, la via Ignazio Giuffida, la via San Giacomo e la via Risorgimento) e la zona del Cimitero (tra corso Salvatore Aldisio, la via Polizelo, la via Ignazio Giuffrida, la via Urbano Rattazzi e la via Emilia. Nel periodo viene ampliato il quartiere della Stazione sino alla via Umbria, ai confini col quartiere Carrubbazza. 
A partire dagli anni sessanta, in corrispondenza dell'attivazione del Petrolchimico, la città venne sconvolta da una disordinata e abnorme espansione urbana in tutte le direzioni che minacciò perfino la parte storica.
I quartieri più grandi oggi sono: Caposoprano (zona occidentale della collina), Macchitella e Scavone, Fondo Iozza, Villaggio Aldisio e la grande periferia di Margi e Settefarine (nord).
Al di fuori del centro urbano di una certa dimensione sono gli insediamenti urbani sulla costa occidentale compresa tra la collina di Montelungo e la foce del Comunelli, e la zona industriale col Petrolchimico e i due nuclei dell'Asi (Azienda di Sviluppo Industriale).

### Centro storico

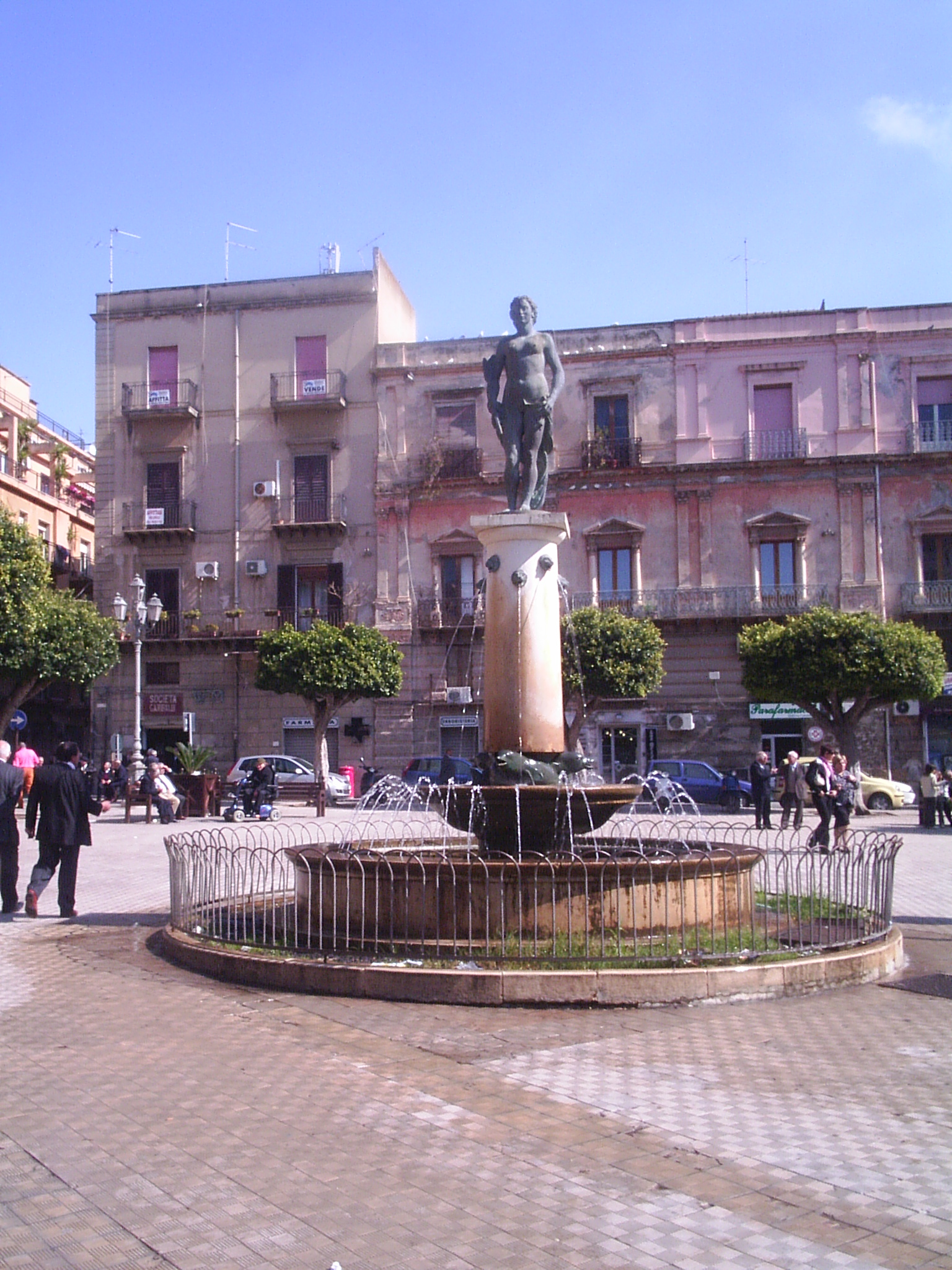
La fontana di Piazza Umberto I. Sullo sfondo la facciata del palazzo Rosso

Il centro storico di Gela, seppur vittima della caotica espansione edilizia dell'ultimo cinquantennio, è ricco di monumenti e testimonianze storiche.
In piazza San Giacomo è esposto il portale con arco ogivale dell'antica chiesetta di S. Giacomo (XIII secolo). Lungo corso Salvatore Aldisio prospetta il neoclassico ex Convitto Pignatelli 1878). A sud della Villa Garibaldi (1878) si trova la Chiesa dei Cappuccini, risalente al Trecento ma rimodulata e ampliata nel corso del Novecento. Presenta un prospetto in stile neogotico e, al suo interno, un pregiato polittico in legno intarsiato.
Attorno al centro storico federiciano (1233 sopravvivono le vestigia dell'antico sistema difensivo con tratti di mura, torrioni e porte incastonati nei prospetti delle moderne abitazioni. In particolare risultano interessanti: i tratti di mura di via Matteotti con un torrione del Quattrocento e quattro grandi arcate in pietra, e via Verga (carcere vecchio) dove le mura si sono conservate nella loro altezza originaria e senza grosse superfetazioni, in via Istria. Qui è possibile osservare un bastione trecentesco, in parte crollato negli anni 40. Sempre in via Istria, vicino alle scale di via Filippo Morello, è possibile osservare la torre detta ‘dello Sperone’, dal nome del quartiere dove è situata e quattro poderosi contrafforti all'altezza con la via Miramare, sebbene rovinati dalla presenza di alcuni balconi in cemento; il tratto di viale Mediterraneo con il bastione di porta Marina e almeno due torrioni; i ruderi del Castello federiciano o Palazzo ducale in piazza Calvario e altri tratti di mura in via Porta Vittoria. Quasi tutte le porte furono distrutte nell'800, tranne Porta Marina, smantellata negli anni sessanta dalla Soprintendenza di Agrigento, in previsione di un futuro rifacimento.
In piazza Roma è sita la chiesa del Carmine risalente al Settecento, che custodisce un crocifisso ligneo quattrocentesco ritenuto miracoloso dai gelesi.

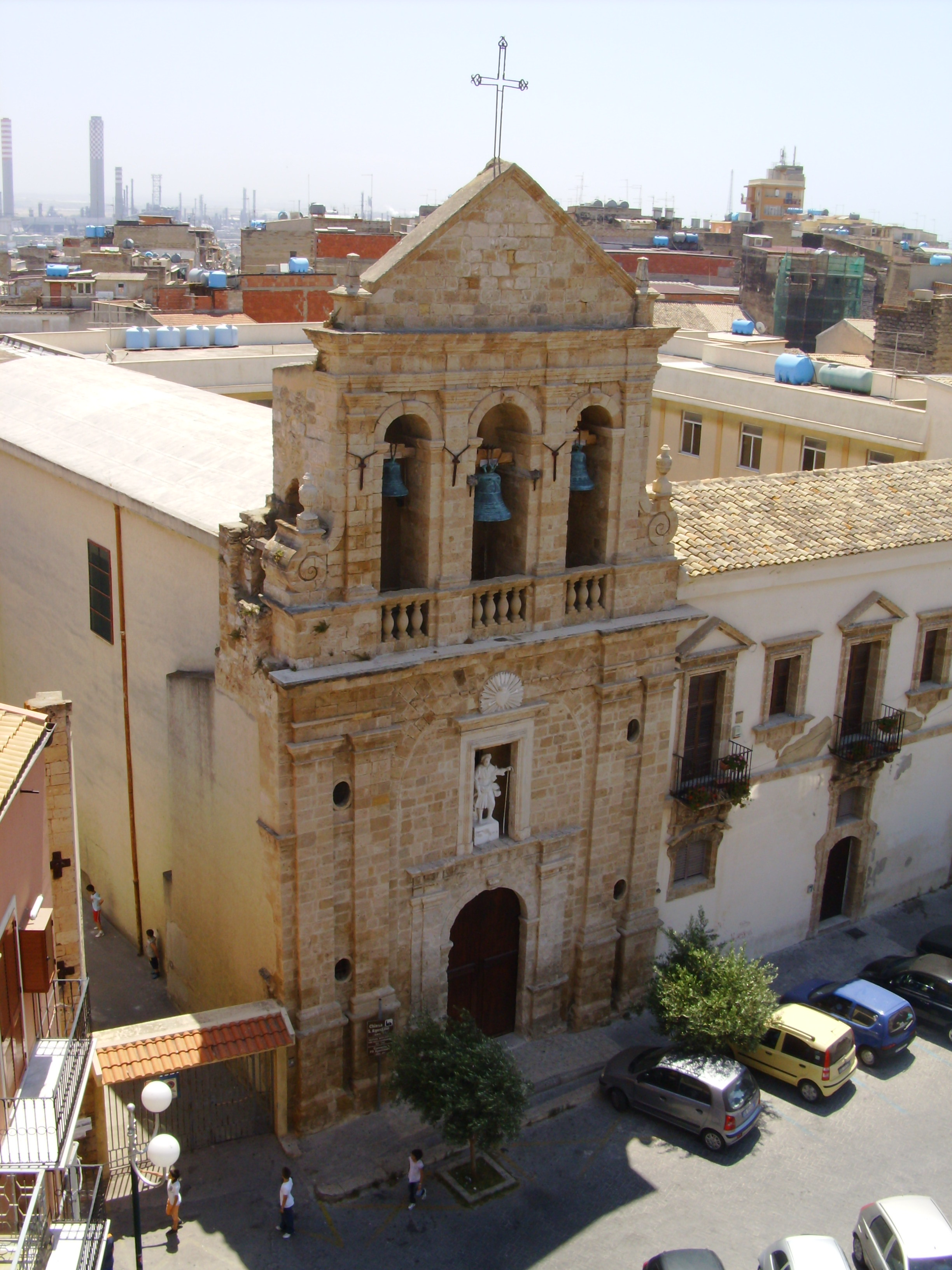
Chiesa di Sant'Agostino

Sul corso Vittorio Emanuele, la via più elegante della città, si erge la Chiesa del Rosario (1796-1838) che esternamente presenta un'alta torre campanaria con cuspide maiolicata e tre bei portali, mentre l'interno si presenta in linee tardo-barocche.
Nel cuore cittadino, piazza Umberto I, dove si trova una statua bronzea di Cerere opera dello scultore Silvestre Cuffaro (1954), spicca con la sua imponente ed elegante mole la chiesa madre (1766-1844), esempio di neoclassico. Il prospetto è caratterizzato dai due ordini di colonne doriche e ioniche. Interessanti anche la torre campanaria e la cupola. L'elegante interno a schema basilicale con croce latina, conserva bei dipinti, tra cui: quello bizantino che ritrae la patrona Maria SS. dell'Alemanna, e poi il Transito di Maria e l'Assunzione della Madonna (1786), opere rispettivamente di Deodato Guinaccia e Giuseppe Tresca. Elementi degni di nota sono anche il prezioso altare principale in marmo policromo misto a vetro e il monumento funerario marmoreo al Mallia, opera di Filippo Pennino. Sotto la chiesa è stata scoperta la cripta trecentesca appartenente alla precedente chiesetta di S. Maria de' Platea.

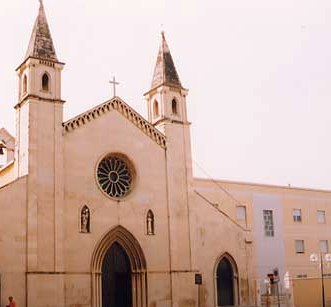
Chiesa dei Cappuccini

Alle spalle della chiesa Madre è ubicato l'ex Monastero di clausura femminile con annessa chiesa di San Benedetto (XV secolo). Il complesso ha ospitato dal 1910 al 1969 l'Ospedale civile. La chiesa prima di essere parzialmente distrutta da un incendio conservava una stupenda cantoria lignea ornata d'oro zecchino e recante l'aquila sveva, stemma di Gela. Il Monastero è sorto sul sito di un antichissimo palazzo nobiliare di cui rimane un grande torrione con stemma nobiliare all'angolo sud-est.
Accanto al moderno Palazzo di Città (1951), sorto dove un tempo vi era il convento quattrocentesco dei padri Francescani, c'è la chiesa di San Francesco d'Assisi (XIII secolo) con un ricchissimo soffitto a cassettoni lignei ornati d'oro zecchino e dipinti.
Nella piazza S. Agostino, la più bella della città e un tempo ornata da ben cinque chiese di epoche diverse, si possono oggi ammirare: la Chiesa e il Convento di Sant'Agostino (1439-1783); il Teatro Eschilo (1832); la chiesa di San Francesco di Paola con l'annesso convento dei padri Minimi poi divenuto educatorio, entrambi in stile tardo barocco. È da notare il fatto che il centro storico gelese è uno dei pochi ad avere una pianta ortogonale con vie piuttosto rettilinee e regolari. Un discorso a parte meritano i basolati delle vie del centro, realizzati dagli scalpellini locali in pietra calcarea bianca ed in basalto. Un tempo le vie principali, come il corso Vittorio Emanuele e la via Giacomo Navarra-Bresmes, erano lastricati con basoli lavici disposti a spina di pesce. Oggi questo tipo di basolato si può trovare in via Marconi, in via Matrice ed in via Rossini. Quest'ultimo basolato era bruttamente fagocitato da chiazze d'asfalto. Per evitarne il degrado nel luglio 2014 iniziarono dei lavori di riqualificazione. Mentre per le vie traverse si utilizzarono basoli calcarei bianchi, disposti secondo precisi disegni e a seconda della grandezza della via. Infatti, nelle vie secondarie, troviamo una fila di lastre disposte verticalmente al centro della carreggiata e altre due ai lati per lo scolo delle acque, con il resto della carreggiata costituita da basoli disposti orizzontalmente, tranne in via Pisa, dove vi è un'unica fila centrale con quattro basoli gli uni accanto agli altri, invece nei vicoli che si affacciano su queste strade, troviamo i basoli disposti a spina di pesce, con o senza le file verticali per lo scolo delle acque reflue. Un altro tipo di pavimentazione era costituito da quadrucci calcarei bianchi, simili ai sampietrini, disposti entro quadrati delimitati da basoli rettangolari. Questo sistema fu utilizzato per la piazza Sant' Agostino, e oggi se ne conserva un esempio nel tratto terminale di via San Nicola, ma in generale si usava per cortili, piazzette ecc.
Infine, poco distante dal centro, si può visitare un esempio d'arte medioevale: la chiesetta di San Biagio (1099) con l'annessa ex Commenda dei Templari, la più antica rimasta in città dopo la distruzione della vicina chiesetta di S. Ippolito sempre dell'XI secolo. Alle spalle di San Biagio si trova un'altra piccola chiesa, San Nicola da Tolentino (XIX secolo), il cui campanile neoclassico è stato smontato alcuni anni addietro. Nelle adiacenze si trova l'ingresso del Cimitero Monumentale nel cui viale principale si possono ammirare diverse cappelle e mausolei ottocenteschi e novecenteschi negli stili neoclassico, barocco, gotico e liberty.

### Caposoprano
Caposoprano è un quartiere residenziale collocato su un vasto pianoro posto nella parte occidentale della collina su cui sorge la città storica, godendo del panorama collinare e costiero, ad un'altitudine media di oltre 50 metri s.l.m.
Di interesse archeologico come tutta la collina di Gela (in quanto sede, in epoca greca, di una vasta necropoli sulla quale successivamente sorse la città timoleontea, nonché di un complesso di bagni di età ellenistica), questa zona sino a tutti gli anni cinquanta dello scorso secolo era collocata al di fuori del centro urbano il cui confine era posto all'altezza dell'attuale Biblioteca Comunale (via Palazzi angolo via Butera). 
Oggi il quartiere Caposoprano, con i vicini rioni satellite di Piano Notaro e Fondo Iozza, costituisce il centro moderno della cittadina abitandovi circa 10 000 abitanti.

#### Sviluppo
I primi due nuclei di questo quartiere risalgono agli anni cinquanta del XX secolo e sono costituiti da una serie di palazzine realizzate dall'Istituto autonomo Case popolari lungo la via Palazzi e la via Butera. Successivamente, dove un tempo sorgevano solamente case sparse (agricole e di villeggiatura) e orti, a partire dai primi anni settanta si assistette alla nascita di condominii e case pluri-familiari. Questo sviluppo fu dovuto in parte alla nascita di nuove infrastrutture a servizio dell'intera città (ospedale in primis), in parte alla forte esigenza di nuove abitazioni dovuta all'innalzamento del numero di abitanti dovuto all'attivazione dell'area industriale. Nel P.R.G. del 1971 quest'area viene individuata come "zona C", ossia zona di espansione urbana con indice di cubatura edilizia massimo, il che porterà in brevissimo tempo ad un'intensissima edificazione che nel giro di un decennio definirà la trama urbana del quartiere. Il verde che un tempo impreziosiva il paesaggio tenderà a scomparire quasi del tutto, mentre i numerosissimi pozzi (un tempo utili all'irrigazione degli orti) verranno progressivamente coperti per far posto alle strade e ai nuovi edifici.

#### Urbanistica
Il quartiere, tolta qualche eccezione, non è frutto di un preciso progetto di espansione urbanistica e la sua crescita risulta, dunque, piuttosto caotica e irrazionale. Anche qui, come nel resto della città, quasi sempre si sono prima costruiti gli edifici e solo successivamente strade e servizi. Ne risulta una maglia ortogonale piuttosto irregolare con insulae rettangolari.
Caratteristiche del quartiere sono le vie di media ampiezza, quasi sempre dotate di marciapiedi in entrambi i lati e parcheggi in fila indiana per le auto. Gli edifici hanno in media 5 livelli fuori terra e presentano tutti ballatoi come nella tradizione mediterranea. 
Quasi del tutto inesistenti le aree verdi, eccezion fatta per le zone di via Morselli e viale Indipendenza. 
Asse viario principale del quartiere è la via Palazzi che costituisce la naturale prosecuzione del Corso principale della città storica (sino al 1950 strada nazionale per Licata) e arteria commerciale di riferimento. Altri assi viari molto importanti sono: viale Indipendenza, via Francia, via Parioli, via Ettore Romagnoli, via Alessandro Manzoni, via Emanuele Morselli, via Europa, via Cicerone e via Danimarca-Pio X, tutte interconnesse tra loro da vie traverse.

#### Zona archeologica

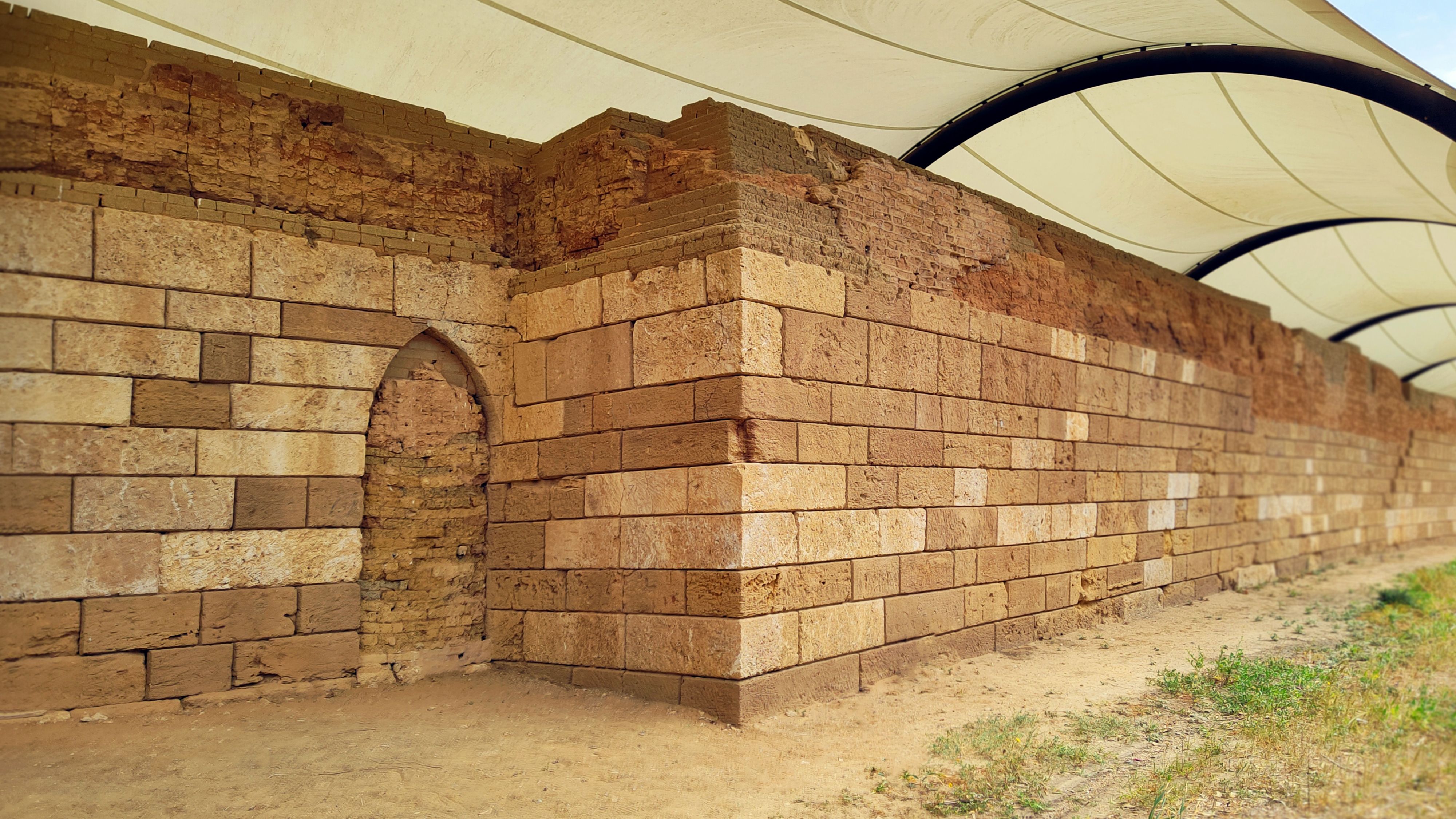
Fortificazioni greche e postierla ogivale

Questa parte della collina a partire dal VII secolo a.C. fu sede di una vasta necropoli che, successivamente, fu inglobata nella città ampliata da Timoleonte nel IV secolo a.C. La zona di Piano Notaro (nord-ovest) era anche sede di un'importantissima necropoli protostorica dalla quale sono state recuperate preziosissime ceramiche in stile castellucciano. 
Tra anni quaranta e cinquanta sono stati individuati parecchi siti archeologici (fortificazioni, terme, residenze, casermette, pozzi, tombe, ecc.) quasi tutti sistematicamente ricoperti o, nella peggiore delle ipotesi, distrutti. A sud di viale Indipendenza si sviluppa il grande parco archeologico omonimo in cui sono state rimesse alla luce le note fortificazioni greche (le cosiddette "mura timoleontee"), una preziosissima testimonianza dell'arte classica nel Mediterraneo. Poco distanti (via Europa) sono visitabili, solo parzialmente, le terme d'età ellenistica.

### Frazioni
La popolazione risiede quasi totalmente nel centro urbano di Gela. Una minoranza di cittadini, meno di un migliaio di persone, vive in località distanti dal centro, peraltro prive di alcuni servizi fondamentali quali poste e rete idrica.
Nel 2006 è iniziato l'iter per l'istituzione della frazione comunale di Manfria, località balneare di villeggiatura distante circa 8 chilometri dal perimetro urbano. Per quanto riguarda le circoscrizioni comunali, queste sono oggetto di discussione da diverso tempo ma non si è mai arrivati ad atti concreti volti alla loro istituzione a causa degli alti oneri finanziari per le deboli casse municipali. La proposta per la Frazione di Manfria parte dal Comitato Autonomo Torre di Manfria attraverso delibera consiliare nº 6 del 24/01/06 voluta con forza attraverso un piano di studi su cinque quartieri che sono: Manfria (297 abitanti), Rabbito (20 abitanti), Femminamorta (138 abitanti), Montelungo (28 abitanti), Roccazzelle (393 abitanti). Attraverso delle relazioni e studi sui quartieri sopramenzionati il Consiglio Comunale, in seduta pubblica, approva con delibera la Frazione di Manfria. Le associazioni, Cittadini Attivi di Gela e il Comitato di Quartiere " Torre di Manfria, inviano al nuovo sindaco di Gela, una lettera il 18/06/2010 con la quale dicono a chiare lettere di inserire, nel Bilancio 2010, la Delibera Consiliare "Manfria Frazione. Con questo atto, la nuova Giunta, può rendere immediatamente esecutiva la Delibera Consiliare e dare finalmente giustizia ad un quartiere lontano e abbandonato. Il nuovo sindaco accoglie l'istanza dei comitati e promuove un incontro con una delegazione dei comitati per la risoluzione del caso.
Principali località abitate al di fuori del centro urbano:
- Poggio Blasco: collinetta a nord della città
- Medica: zona a ridosso della statale 117 bis nei pressi del Castelluccio
- Priolo: vasta contrada agricola a nord-est del centro
- Ponte Olivo: importante contrada lungo la SS 117 bis (centro direzionale ENI)
- Femmina Morta: zona di villeggiatura sulle pendici occidentali del Montelungo
- Puntasecca: zona balneare tra Montelungo e Poggio Arena
- Roccazzelle: importante località balneare ad est di Mànfria
- Manfria: la più famosa località comunale
- Piana Marina: zona costiera a ridosso della foce del Comunelli
- Borgo Mànfria: zona agricola a nord della SS 115
- Settefarine: quartiere periferico a nord del centro storico cittadino oltre la provinciale del Castelluccio
- Piano Mendola: contrada a nord della città e a nord-ovest di Settefarine
- Zai: ampia contrada ad ovest della S.P. per Butera (kartodromo)
- Montelungo: ampia collina litoranea ad ovest di Gela
- Marchitello: quartiere periferico ad ovest del centro storico cittadino

## Economia
L'economia gelese, prima dell'avvento dell'industria pesante, era basata principalmente su agricoltura e pesca ma anche su attività artigianali e turismo balneare.

### Agricoltura
L'entrata in crisi del complesso petrolchimico, con il conseguente drastico calo di manodopera, ha rinvigorito il settore dell'agricoltura che ha riacquisito il primato per numero di addetti nel quadro dell'economia gelese.
La realtà produttiva agricola più vivace riguarda la cosiddetta “fascia trasformata” compresa tra Gela e Vittoria (piana di Gela) ricca di impianti serricoli dove si producono primariamente ortaggi (carciofi, peperoni, pomodori, etc) e verdure. Negli ultimi anni sono sorte delle cooperative di produzione, confezionamento e commercializzazione dei prodotti agricoli. La maggior produzione di carciofi nel mondo avviene in Italia, con una produzione di circa 365.991 tonnellate all'anno. Fra le regioni più produttive vi è la Sicilia, soprattutto nella provincia nissena, che risulta essere il distretto più produttivo nel complesso, coprendo circa il 48% della produzione regionale nelle città di Gela, Niscemi, Butera e Mazzarino.
Di antichissima tradizione è la produzione di vini, corposi e ricchi. Nella zona di Gela si producono: vino Moscato, Nero d'Avola ("u calabrisi"), Cerasuolo di Vittoria, Monreale Chardonnay e altri vitigni. La produzione vinicola gelese risente fortemente della sua posizione geografica e del clima e dipende dal particolare tipo di coltivazione della vite, ad alberello. Significativa anche la produzione di grano, olive e frutta in genere.

### Industria
Gela è un importante centro industriale siciliano. La realtà produttiva gelese è costituita dal Petrolchimico col suo indotto e dalla zona industriale Asi.
Il Polo petrolchimico di Gela, attivato nel 1963 dall'Eni, è uno dei più grandi d'Europa. La forza lavoro è andata riducendosi nei decenni ed oggi conta solo circa 1500 dipendenti. Le produzioni ancora attive riguardano: la raffinazione del petrolio, la produzione di benzine e gasoli, l'imbottigliamento di gas metano, la dissalazione per usi civili e industriali, la produzione energetica per fini industriali, la produzione di materie plastiche (Polimeri Europa).
La zona industriale ASI (azienda di sviluppo industriale) di Gela conta numerose aziende di piccole e medie dimensioni attive nei vari settori della produzione: alimentare, edilizia, riciclaggio dei rifiuti, elettronica, chimica, metalmeccanica, cantieristica navale e falegnameria.

#### Inquinamento
Il territorio ricadente nei comuni di Gela, Butera e Niscemi è stato dichiarato dall'Organizzazione Mondiale della Sanità come "ad alto rischio di crisi ambientale" per la presenza del Polo petrolchimico di Gela. i cui ultimi impianti sono stati dismessi nel 2014.

### Turismo
Antecedentemente all'insediamento del petrolchimico Gela era meta di turismo, in parte archeologico ma soprattutto balneare in virtù della sua lunga costa sabbiosa. Nei decenni successivi il flusso turistico si è prima ridotto ai minimi termini pur rimanendo sede di un ufficio informazioni turistiche regionale (S.T.R. n. 9 di Gela con competenza comprensoriale) poi, lentamente, è tornato ad essere una delle fonti di guadagno della città anche in virtù di investimenti mirati del Comune per la valorizzazione dell'archeologia della città e alla nascita di decine di lidi nel litorale. La presenza annua registrata dagli uffici regionali presso i botteghini del museo e dei parchi si aggira attorno alle 20 000 unità.

## Infrastrutture e trasporti

### Strade
Gela è attraversata dalla lunga statale 115 che unisce Siracusa a Trapani attraversando Ragusa e Agrigento. È raggiungibile da Catania e il limitrofo centro di Caltagirone tramite la Strada statale 417 di Caltagirone e la Strada statale 117bis Centrale Sicula nord-sud. Quest'ultima collega Gela con Piazza Armerina e con Enna. Caltanissetta, il capoluogo di provincia, è raggiungibile tramite la Strada statale 626 della Valle del Salso. La Strada statale 190 delle Solfare, distante circa 7 km da Gela, costituisce il collegamento con Mazzarino. Alcune strade provinciali la collegano a Niscemi e Scoglitti. La città è capolinea sud dell'itinerario europeo E45.

### Ferrovie
La nuova stazione ferroviaria di Gela venne costruita più grande e in sede differente negli anni settanta del XX secolo contestualmente a un nuovo tracciato esterno alla città in luogo di quella precedente, più piccola, attivata nel 1891 e quale terminale della ferrovia Catania-Caltagirone-Gela; è lo scalo intermedio più grande della linea Siracusa-Caltanissetta che la collega a Ragusa e Siracusa e a Caltanissetta e Palermo. Adiacente alla stazione è stato costruito il terminal cargo di Gela.
La stazione ha visto ridurre sempre più il numero di viaggiatori contestualmente alla diminuzione dell'attività del Polo petrolchimico e, nel complesso, ancor più dopo l'interruzione della linea per Caltagirone e Catania (per il crollo di un viadotto ferroviario tra i territori di Caltagirone e Niscemi) dall'8 maggio 2011.

### Porti

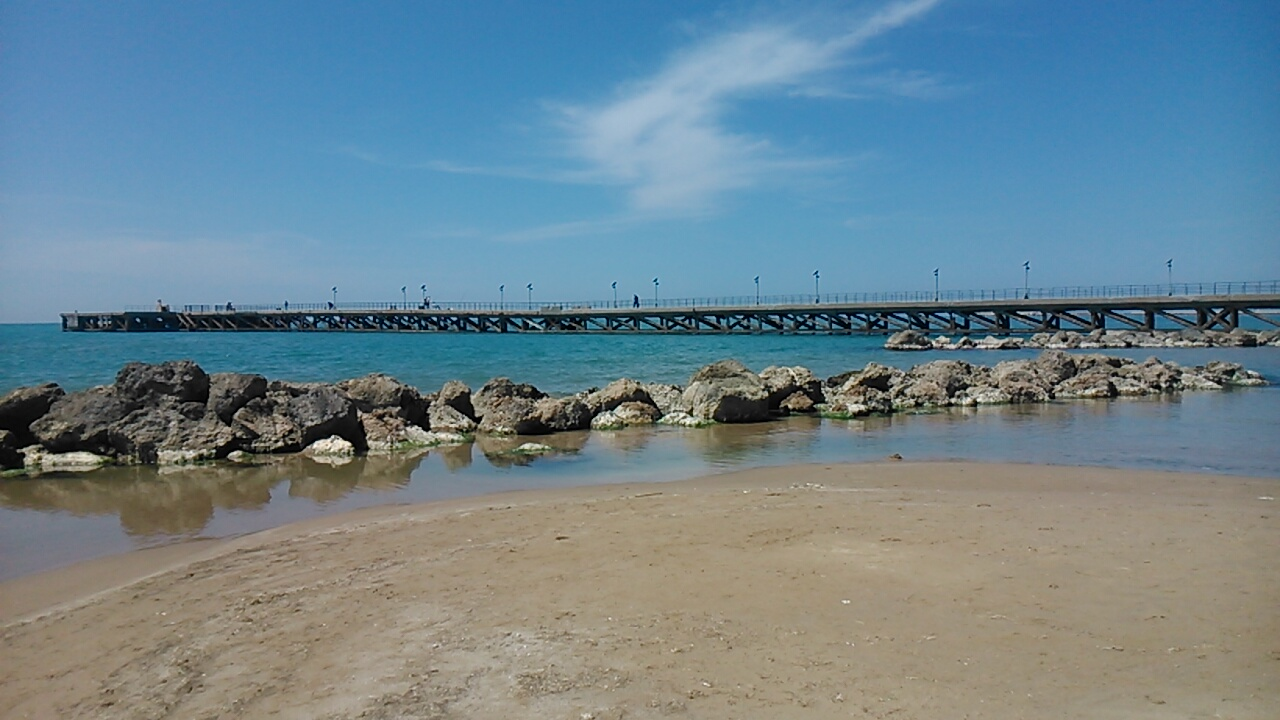
L'antico pontile di Gela, oggi

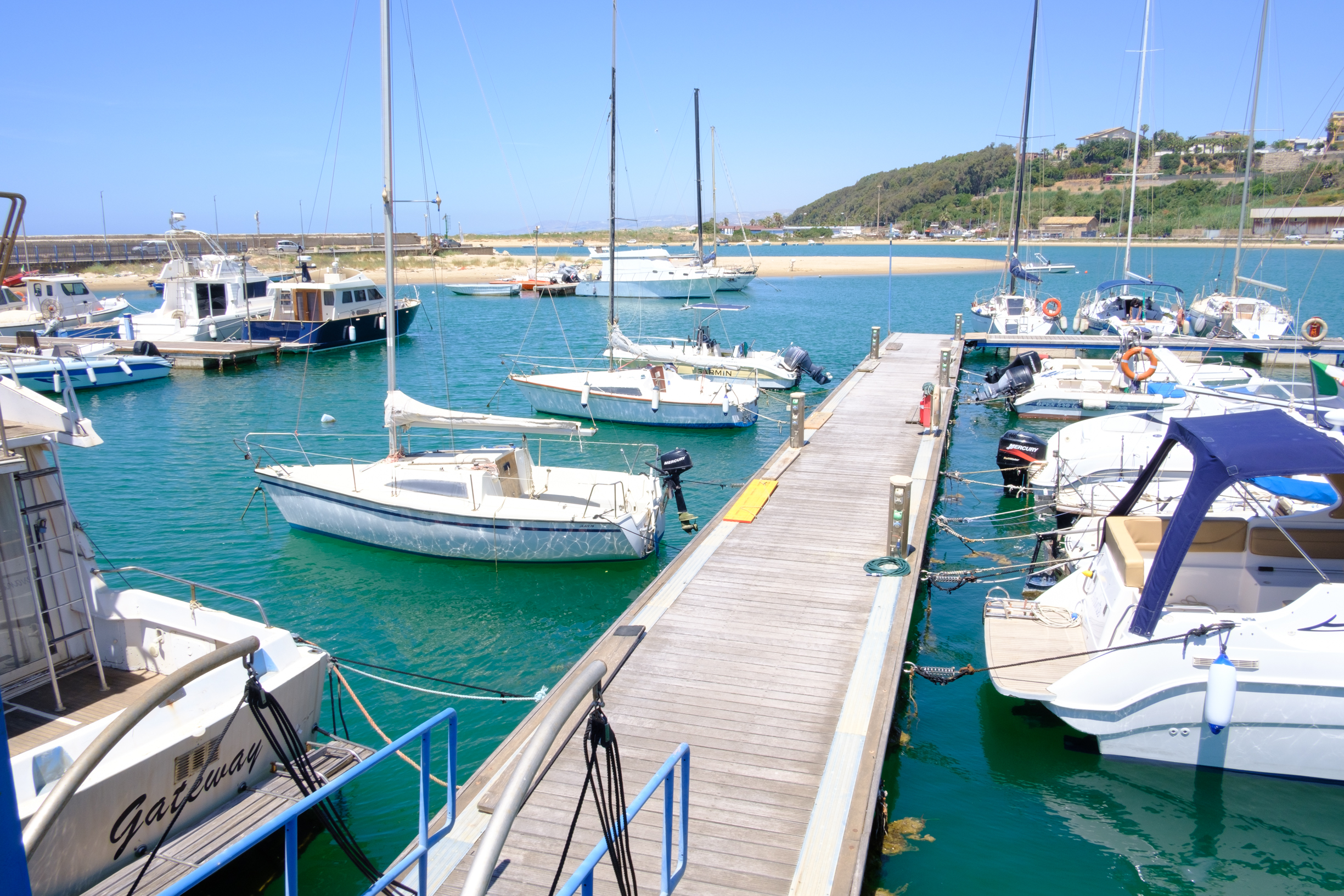
Il porticciolo turistico o "rifugio".

Gela è dotata di tre strutture portuali: il porto-isola (ad uso esclusivo del Polo petrolchimico di Gela); il porto rifugio, ad uso turistico-peschereccio; il pontile cosiddetto sbarcatoio, inutilizzato dagli anni sessanta del secolo scorso.

### Aeroporti
Gela non ha aeroporti attivi; nel periodo bellico (seconda guerra mondiale) esisteva un aeroporto militare, non più accessibile.
Esiste un eliporto privato nel centro direzionale Enimed di contrada Ponte Olivo, due elisuperfici nella zona industriale e di un Campo di Volo in contrada Femmina Morta.

### Mobilità urbana
Il servizio di trasporto urbano in città è gestito dall'AST (Azienda Siciliana Trasporti) e conta diverse linee che collegano i vari quartieri dell'abitato.

## Amministrazione
| Periodo           | Periodo           | Primo cittadino                | Partito                                         | Carica                  | Note                            |
| ----------------- | ----------------- | ------------------------------ | ----------------------------------------------- | ----------------------- | ------------------------------- |
| 5 gennaio 1991    | 5 novembre 1991   | Carmelo Bambili                |                                                 | Sindaco                 | [ 106 ]                         |
| 25 novembre 1991  | 19 giugno 1992    | Giuseppe Vitale                |                                                 | Sindaco                 | [ 107 ]                         |
| 26 giugno 1994    | 18 gennaio 2002   | Francesco Gallo                | PDS                                             | Sindaco                 | [ 108 ]                         |
| 18 gennaio 2002   | 11 giugno 2002    | Vittorio Piraneo               |                                                 | Commissario prefettizio |                                 |
| 11 giugno 2002    | 18 marzo 2003     | Giovanni Scaglione             | FI                                              | Sindaco                 | [ 109 ]                         |
| 18 marzo 2003     | 23 settembre 2009 | Rosario Crocetta               | PdCI/PD                                         | Sindaco                 | [ 108 ]                         |
| 23 settembre 2009 | 15 giugno 2010    | Rosolino Greco                 |                                                 | Commissario prefettizio |                                 |
| 15 giugno 2010    | 15 giugno 2015    | Angelo Fasulo                  | PD                                              | Sindaco                 |                                 |
| 15 giugno 2015    | 7 settembre 2018  | Domenico Messinese             | M5S/ Indipendente                               | Sindaco                 | [ 110 ] [ 111 ] [ 112 ] [ 113 ] |
| 7 settembre 2018  | 13 maggio 2019    | Rosario Arena                  |                                                 | Commissario prefettizio | [ 114 ]                         |
| 13 maggio 2019    | 24 giugno 2024    | Lucio Greco                    | lista civica                                    | Sindaco                 |                                 |
| 24 giugno 2024    | in carica         | Giuseppe Terenziano Di Stefano | PD, M5S, SCN e liste civiche di centro-sinistra | Sindaco                 |                                 |

Gela con altri comuni limitrofi, quali Niscemi e Piazza Armerina, decide di aderire alla città metropolitana di Catania, con un referendum del 13 luglio 2014, invece che al Libero consorzio comunale di Caltanissetta. Dopo l'approvazione della legge regionale n.15/2015, il consiglio comunale gelese conferma il 14 settembre il risultato del referendum. La conferma tramite legge da parte dell'ARS, come previsto dall'art.44 della legge istitutiva dei liberi consorzi e delle città metropolitane è stata però bocciata il 4 maggio 2016 in commissione all'Ars. Il caso rimane aperto attraverso un ricorso, presentato dal CSAG comitato promotore, al TAR Palermo.

### Gemellaggi
Le città di Gela ed Eleusi sono gemellate dal 1976 in nome del tragediografo greco Eschilo, che nacque nella cittadina greca e visse gli ultimi anni della sua vita in quella italiana. Dal 2013 è nato il gemellaggio tra l'estremo nord e l'estremo sud d'Europa (Gela e Nordkapp) grazie al record del mondo su ultraleggero del dottor Giuseppe Alabiso. Nel 2025 è nato un ulteriore gemellaggio con la città di Ouistreham Riva-Bella, anch'essa legata dallo storico sbarco alleato del 1943 e 1944.
- Eleusi, dal 1976
- Wittingen
- Nordkapp, dal 2013
- Attard, dal 2022[118]
- Ouistreham, dal 2025[119]

## Sport

### Calcio

#### Calcio a 11
La prima formazione calcistica gelese ad aderire alla FIGC e disputare un campionato federale fu la Società Sportiva Gela, attiva nei campionati regionali del dopoguerra, che vinse il titolo siciliano nel 1950 e nel 1953 e partecipò a tre campionati interregionali di quarta serie, sino al 1955 quando non fu più iscritta ai campionati. Ne prese il posto la neonata Unione Sportiva Terranova Gela che disputò numerose stagioni in serie D e nel 1979-1980 ebbe un'effimera esperienza in Serie C2. Pochi anni dopo, nel Serie C2 1988-1989 esordì in C2 anche la seconda squadra cittadina, la Juventina Gela. Le due compagini si fusero nel 1994, dando vita all'Unione Sportiva Juveterranova Gela (poi Gela Calcio S.p.A.) la quale, sino al fallimento del 2011, ha disputato numerosi campionati di serie C2, C1 e Lega Pro.
| Squadra                  | Campionato                 | Attività         | Note |
| ------------------------ | -------------------------- | ---------------- | ---- |
| Terranova Gela           | –                          | 1948-1994        |      |
| Juventina Gela           | –                          | 1975-1994        |      |
| Gela                     | Serie D - Girone I         | 1994-in attività |      |
| Atletico Gela            | –                          | 2009-2018        |      |
| Macchitella Gela         | –                          | 2010-2017        |      |
| Nuova Città di Gela F.C. | –                          | 2021-2023        |      |
| Amo Gela dorica          | Seconda categoria-Girone G | In attività      |      |
| Real Gela                | Seconda Categoria-Girone G | In attività      |      |

#### Calcio a 5
Nel calcio a 5, le società che prendono parte ai campionati della penisola italiana sono 2:
l'Associazione Sportiva Dilettantistica Pro Gela, nata nel 1987 disputa il campionato di Serie C1. e il Futsal Gela il campionato di Serie C1.
Quest'ultima nella stagione 2022-2023 vince il campionato di Serie C1 Girone B Sicilia, con 63 pt (19 vittorie, 6 pareggi ed 1 sola sconfitta), ottenendo così una storica promozione.
Di conseguenza la società biancazzurra del Futsal Gela nella stagione 2023-2024 militerà nel campionato di Serie B.

### Altri sport
- La squadra di basket maschile Melfa's Basket School Gela milita nel campionato di Serie C Gold, mentre la Rotonda Est Gela A.S.D. nel campionato provinciale Coni USAcli
- La società maschile di pallavolo Meic Services Pallavolo Gela, nata nel 2013 dalla fusione tra l'Heraclea e Pallavolo Gela[121] disputa il campionato di Serie B1[122] La società femminile ASD Volley Gela nella stagione 2019/2020 milita nel campionato di serie C Girone C.
- Per il ciclismo, Gela è stata più volte attraversata dal Giro d'Italia (l'ultima nel 1999 lungo la tappa Agrigento-Modica)
- Il kitefestival di Gela, tradizionalmente disputato verso la fine di agosto in contrata Tenutella, è un ritrovo di appassionati di kitesurf che vengono da tutta Europa per esibirsi.

### Impianti sportivi
Le principali strutture sportive di Gela sono lo Stadio comunale "Vincenzo Presti", il campo sportivo "Enrico Mattei" e i due palazzetti dello sport di contrada Marchitello: il palasport comunale Francesco Cossiga e il palasport provinciale Rosario Livatino, solo in parte sufficienti per il fabbisogno della città. Ad esse si affiancano numerose strutture private, tra le quali due piscine, un campo di volo e due maneggi.